# Інститут зоології імені І. І. Шмальгаузена НАН України
Інститу́т зооло́гії і́мені І. І. Шмальга́узена НАН Украї́ни — провідна наукова установа зоологічного профілю в Україні. Входить до складу Відділення загальної біології Національної академії наук України. Носить ім'я свого першого директора, всесвітньо відомого еволюційного біолога, академіка Івана Івановича Шмальгаузена, одного з творців сучасної синтетичної теорії еволюції.
В установі проводяться дослідження щодо систематики, поширення, еволюційної біології, морфології, поведінки та екології тварин, працюють фахівці у галузях теріології, орнітології, герпетології, іхтіології, ентомології, акарології, арахнології, карцинології, малакології, гельмінтології, протистології. Окрім класичних дисциплін зоології, у закладі ведуться дослідження з паразитології, біології інвазій, охорони природи (консерваційної біології), біогеографії, біоспелеології, палеонтології, популяційної генетики, мисливствознавства, а також у деяких напрямках епідеміології, захисту рослин, гідробіології, морської біології, молекулярної генетики, молекулярної екології, біології розвитку, гістології, цитології, фізіології, біомеханіки, біоніки, радіобіології, космічної біології тощо.
Інститут зоології зокрема забезпечує в Україні існування експертного середовища і можливість експертизи за перерахованими напрямками.
Щороку фахівці установи описують десятки невідомих раніше видів тварин з усього світу, зокрема протягом 2006—2024 років науковцями Інституту зоології було описано понад 1100 нових для науки видів.
Активно вивчаються практично значимі та шкідливі організми, зокрема паразити людини, домашніх, свійських і промислових тварин, переносники хвороб, шкідники господарства, а також різноманітні засоби боротьби з ними.
Інститут зоології є провідною установою в країні у галузі охорони тваринного світу, зокрема займається створенням зоологічної частини Червоної книги України і веденням Державного кадастру тваринного світу України.
Науковці установи беруть значну участь у створенні наукових засад і формуванні природоохоронної мережі об'єктів природно-заповідного фонду України.
З моменту Чорнобильської катастрофи дослідники установи продовжують вивчати її наслідки для довкілля.
Науковці закладу беруть участь в антарктичних дослідженнях на базі української станції «Академік Вернадський».
В Інституті зоології зберігається величезна колекція тварин (переважно безхребетних), що офіційно становить національне надбання України, включає понад 6 мільйонів одиниць зберігання, які представляють близько 50 тисяч видів світової фауни, і зокрема містить типові екземпляри близько 4200 видів, переважна більшість з яких була вперше для науки описана науковцями установи.
У 2019 році Інститут зоології отримав нагороду «Лідер науки України 2019. Web of Science Award» у категорії «Лідер з міжнародної співпраці».

## Передісторія

### Кафедра зоології Київського університету
Однією з найважливіших передумов створення у Києві великого зоологічного центру була кафедра зоології Київського університету, що існувала з 1834 року. За імперських часів на кафедрі працювали такі відомі зоологи, як К. Ф. Кесслер, О. О. Ковалевський, О. М. Паульсон, М. В. Бобрецький, О. О. Коротнєв, В. К. Совинський, О. М. Сєверцов, Б. О. Сварчевський, С. Ю. Кушакевич та багато інших.
В подальшому саме викладачі та випускники кафедри склали значну частину науковців Комітету вивчення фауни УАН, Зоологічного музею ВУАН і згодом Інституту зоології та біології ВУАН: І. І. Шмальгаузен, В. О. Караваєв, С. Я. Парамонов, М. М. Воскобойников, Б. І. Балінський, В. М. Артоболевський, В. В. Совинський, Л. А. Шелюжко, Д. Є. Белінг, Т. Г. Добржанський, Є. В. Звірозомб-Зубовський, О. П. Маркевич та інші.

### Комітет вивчення фауни УАН

Академік М. Ф. Кащенко
(1855—1935), очільник перших зоологічних досліджень в УАН

14 листопада 1918 року Гетьман Павло Скоропадський затвердив ухвалений Радою Міністрів Закон Української Держави про заснування Української академії наук (УАН, згодом ВУАН, АН УРСР, НАН України) у Києві і того ж дня своїм Наказом призначив перших 12 дійсних членів (академіків) УАН, серед яких був зоолог Микола Кащенко. Ще на етапі організації УАН, в серпні 1918 року, Кащенко пропонував створити при ній три зоологічних підрозділи: зоологічний музей, лабораторію експериментальної зоології та зоотомічну лабораторію, але це залишалося нереалізованим. 17 березня 1919 року в структурі Фізико-математичного відділу УАН, з ініціативи професора Сергія Кушакевича, у Києві було створено «Комітет для виучування фавни», що розпочало новий етап зоологічних досліджень в Україні на базі академічних науково-дослідних установ. Головою Комітету був академік Микола Кащенко, його заступниками («товаришами») були професори М. М. Воскобойников та С. Ю. Кушакевич, секретарем — Д. Є. Белінг, членами — В. М. Артоболевський, В. В. Добровлянський, О. Г. Лебедєв, академік В. І. Липський, М. В. Шарлемань та І. Я. Шевирьов. Комітет розглядався в структурі УАН на одному рівні з установами та мав 22 співробітників, «зоологів-фавністів», праця яких оплачувалася з коштів УАН. Серед співробітників Комітету зокрема були такі відомі зоологи, як Г. В. Артоболевський, З. С. Голов'янко, Т. Г. Добржанський, В. О. Караваєв, І. І. Клодницький, Л. К. Круліковський, О. О. Оглоблін, С. Я. Парамонов, Ю. М. Семенкевич і В. В. Совинський. Комітет, відповідно своїй назві, ставив за мету вивчити видовий склад тварин України й звітував фауністичними дослідженнями різного рівня щодо досить різноманітних груп хребетних і безхребетних тварин.
При Комітеті в структурі УАН існувала Біологічна секція, яка була створена в травні 1919 року через ініціативу Миколи Шарлеманя, який пропонував створити «Інститут Біологічних Досліджень» УАН. Біологічну секцію, як і Комітет, очолював академік Кащенко, його заступником («товаришем») був професор Воскобойников, а секретарем — Шарлемань. Секція мала близько 20 власних співробітників з оплачуваною працею, частина з яких були одночасно й співробітниками Комітету. Серед співробітників Біологічної секції були зокрема Б. О. Боженко, М. А. Гроссгейм, І. В. Ліндеман, Л. О. Портенко, С. Г. Шнеє, М. Л. Щербина та І. М. Щоголів.
В травні 1919 року при Комітеті було створено також Зоологічний музей, що спочатку мав лише одну посаду консерватора (зберігача), яку зайняв відомий ентомолог Володимир Караваєв. Інших посад в 1919 році музей не мав і перебував у складі Комітету з вивчення фауни УАН, займав 4 кімнати (згодом 2) в приміщенні УАН в будинку 54 по нинішній вулиці Володимирській (зараз це приміщення Президії НАН України), одна з яких містила музейну експозицію. Проте в 1920 році зоологічні підрозділи УАН були переформатовані й саме назва «Зоологічний музей» була затверджена за основною зоологічною структурою УАН, до Зоологічного музею формально приєднали Комітет з вивчення фауни, який таким чином припинив своє існування.

### Зоологічний музей ВУАН

Професор В. О. Караваєв
(1864—1939), очільник Зоологічного музею ВУАН

В червні 1920 року Зоологічний музей було переформатовано з підрозділу, що на час створення 1 травня 1919 року мав лише одного працівника, на основну зоологічну структуру УАН. Очолював Музей академік М. Ф. Кащенко, на окладі зоологами працювали в 1920—1921 роках М. В. Шарлемань, В. О. Караваєв, В. М. Артоболевський, В. В. Совинський, Т. Г. Добржанський, І. І. Клодницький, С. Я. Парамонов, Л. А. Шелюжко, М. Л. Щербина, практикантом був О. Б. Кістяківський, також в штаті перебував один препаратор. У Нарисі історії Зоологічного музею (1926) В. О. Караваєв зазначав, що «спочатку» співробітниками Музею були також Г. В. Артоболевський, М. М. Воскобойников, М. М. Воскресенський, М. А. Гроссгейм, І. Жихарєв, П. Єзерський, Ю. Кочубей, Л. К. Круліковський, І. В. Ліндеман, Ю. М. Семенкевич і С. Г. Шнеє, загалом 22 зоологи.
З 1922 року фінансування Зоологічного музею було значно скорочено, його було перейменовано на Зоологічний кабінет протягом близько двох років, і відтоді він мав здебільшого лише 3 посади штатних співробітників і 7 посад «нештатних постійних» співробітників. Основними штатними співробітниками були Караваєв, Шарлемань та Парамонов. Серед постійних нештатних співробітників Музею у 1920-х роках, з незгаданих для Музею вище, були зокрема В. М. Дірш, З. С. Голов'янко, А. К. Шепе і Ю. Я. Керкіс, також тривалий час таку посаду займав О. Б. Кістяківський. Крім того, у звітах зазначалося, що «в працях Музею регулярно брали участь» зокрема А. І. Аргіропуло та С. С. Паночіні.

Видатний еволюційний біолог академік Т. Г. Добржанський
(1900—1975), почав кар'єру в Зоологічному музеї ВУАН

Варто відзначити, що Теодосій Добржанський, який протягом 1919—1923 років працював спочатку у Комітеті з вивчення фауни і потім у Зоологічному музеї, згодом емігрував і став одним з найбільш знаних еволюційних біологів у світі, працюючи в США.
У 1921 році до Києва повернувся Іван Шмальгаузен, влітку 1922 року його було обрано академіком УАН і створено під нього Кафедру експериментальної зоології УАН, яка не мала наукового штату, але стала другим зоологічним підрозділом в структурі УАН поруч з Зоологічним кабінетом.
З 1921 року в складі УАН діяла Зоологічна секція, що була переведена з розпущеного Українського наукового товариства (УНТ). Секція була організована в січні 1920 року, весь час існування її очолював Микола Шарлемань. За рішенням перших зборів Секції, 23 січня 1920 року, було засновано «Зоольогичний журнал України», що було першою спробою створити в Україні спеціалізоване зоологічне продовжуване видання. Перший випуск журналу було опубліковано у 1921 році як видання Зоологічної секції УНТ. Другий (і останній) випуск журналу, вже як «Український зоологічний журнал», було опубліковано в 1923 році, як видання Зоологічної секції ВУАН. На регулярних засіданнях Зоологічної секції проходили наукові доповіді вчених-зоологів. У квітні та жовтні 1922 року Зоологічною секцією було організовано дві «Конференції Київських Зоологів» (перші спеціалізовані зоологічні конференції в Україні), на яких було представлено близько 60 доповідей зоологів як з Києва, так і з кількох інших міст України (зокрема активну участь брали Кащенко, Шмальгаузен, Добржанський, Воскобойников, Караваєв, Парамонов, Шарлемань та інші). В складі УАН Зоологічна секція спочатку діяла як окремий підрозділ в структурі Фізико-математичного відділу, але вже в 1922 році була приєднана до Зоологічного музею (тоді Зоологічного кабінету), хоча продовжувала розглядатися як структурна одиниця ВУАН принаймні до 1927 року. Єдиним постійним нештатним співробітником Зоологічної секції зазначався відомий зоолог і мовознавець Сергій Паночіні, протягом щонайменше 1923—1927 років. У звітах ВУАН в окремі роки підрозділ також фігурував під назвою «Зоологічне товариство», потім знову як «Зоологічна секція».
З 1926 року Зоологічний музей очолював Володимир Караваєв. З того ж 1926 року Музей почав видавати «Збірник праць Зоологічного музею». У першому випуску Збірника Караваєв опублікував Нарис історії та діяльності Зоологічного музею, де зазначав, що Музей позиціонується як центральна наукова установа України, що досліджує тварин України й усього світу. Головною метою Музею Караваєв називав всебічно вивчати фауну України та об'єднувати її фауністично-музейну справу, а також поширювати відповідні наукові та науково-популярні знання. Як «найближче своє завдання» Музей бачив досліджувати, збирати, науково обробляти та демонструвати колекційний матеріал представників української фауни.
Протягом 1920-х років Зоологічний музей кілька разів змінював своє розташування в межах двох прилеглих кварталів у центрі Києва. Влітку 1921 року музей було переміщено з основної будівлі УАН в будинок 14 по бульвару Шевченка (колишня Перша київська гімназія; нині — «жовтий корпус» Київського університету). Взимку 1925 року музей переїхав (в межах того ж кварталу) на вулицю Чудновського, будинок 2 (зараз вулиця Терещенківська, будинок 4). У 1929 році академічні зоологи, ботаніки і геологи отримали нову будівлю на розі нинішніх вулиць Богдана Хмельницького і Терещенківської, що почала споруджуватися у 1910-х роках і планувалася для Ольгинської жіночої гімназії, але залишалася недобудованою до кінця 1920-х років. На другому поверсі цієї нової будівлі були на той час розміщені 5 кімнат з науковцями-зоологами (нині це експозиційні зали Національного науково-природничого музею НАН України).

### Біологічний інститут ВУАН
На початку 1920 року відомий мікробіолог академік Ф. З. Омельченко перевіз до Києва з Петрограда свою лабораторію, яку він називав «Мікробіологічний інститут». Лабораторія знаходилася прямо в квартирі Омельченка, але все її обладнання він подарував Українському науковому товариству. УНТ прийняло статут Мікробіологічного інституту, в якому передбачалося створити відділи зоології, ботаніки, бактеріології, мікропалеонтології, а крім того окремі лабораторії агрономічної, технічної та медичної мікробіології. Втім, відсутність фінансування залишила ці плани нездійсненними.
У зв'язку з ліквідацією Українського наукового товариства, всі його підрозділи було передано Всеукраїнській академії наук. 18 липня 1921 року Мікробіологічний інститут було долучено до Другого відділу ВУАН, Ф. З. Омельченко був призначений директором інституту й перебував на цій посаді до кінця життя.
У 1922 році в Мікробіологічному інституті працювали окрім директора всього 2 співробітники: професор О. М. Тижненко та завідувач нового відділу біопсихології О. І. Сковорода-Зачиняєв.
За свідченням Б. І. Балінського, в останній період роботи Мікробіологічного інституту в ньому окрім директора працювали лише фізіолог В. В. Правдич-Немінський та О. І. Сковорода-Зачиняєв, а також лаборанткою була дружина директора Олександра Миколаївна Лапенюк. Правдич-Немінський і Сковорода-Зачиняєв здебільшого працювали поза інститутом, який являв собою велику квартиру в будинку 37 на вулиці Короленка (зараз Володимирська), з 6 великими кімнатами та 3 малими.

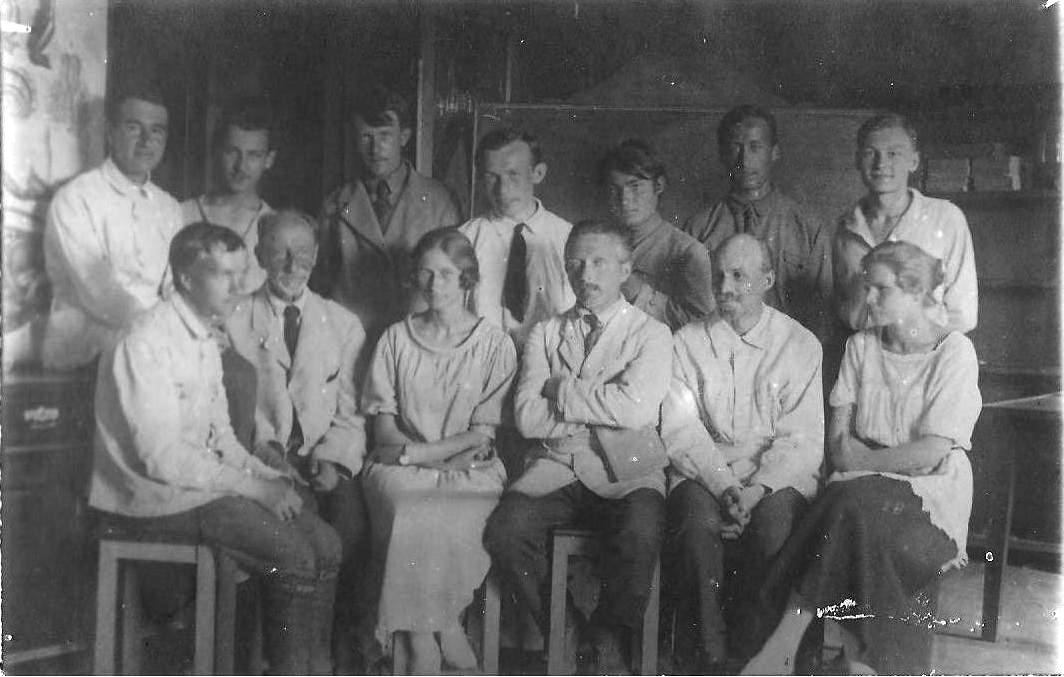
Зоологи Київського університету в 1923 році, зокрема співробітники Комітету вивчення фауни, Зоологічного музею, Біологічного інституту та Інституту зоології. Останні двоє у верхньому ряду — В. В. Брунст і Б. І. Балінський, другий ліворуч у нижньому ряду Ю. М. Семенкевич, за ним праворуч К. І. Сингаївська, Д. Є. Белінг та І. І. Шмальгаузен, перший у верхньому ряду М. М. Воскресенський.

У 1924 році, після смерті академіка Омельченка, інститут дістав назву Біологічний інститут імені Федора Омельченка, директором його призначили академіка І. І. Шмальгаузена. У 1926—1927 роках у штаті Біологічного інституту окрім директора згадувалися О. І. Сковорода-Зачиняєв, Н. П. Бордзиловська, К. І. Сингаївська, Б. І. Балінський, В. В. Брунст, М. І. Драгомиров і С. В. Липський. Брунст вивчав явище регенерації, зокрема вплив нервової системи на цей процес. Бордзиловська досліджувала явище росту бактерій і дріжджів, а Катерина Сингаївська — ріст у інфузорій. Балінський і Драгомиров вивчали явище ембріональної індукції, пересаджуючи зачатки органів у амфібій. Сковорода-Зачиняєв досліджував умовні рефлекси в тварин в окремому обладнаному приміщенні, що з'явилося 1926 року. У 1926 році Біологічний інститут опублікував перший випуск своїх праць: 9 статей, що склали 5-й випуск тому 2 «Праць Фізико-математичного відділу УАН».
1927 року від Біологічного інституту відокремили лабораторію рефлексології та експериментальної педагогіки на чолі зі Сковородою-Зачиняєвим.
У 1930 році Біологічний інститут став однією зі структур, на основі яких був створений Інститут зоології та біології ВУАН. Зокрема до складу новоствореного Інституту зоології та біології увійшла колишня квартира академіка Омельченка з лабораторією в будинку 37 на нинішній вулиці Володимирській, в якій на той час одночасно жив академік Шмальгаузен з родиною і працювало кілька співробітників, зокрема Б. І. Балінський і його дружина К. І. Сингаївська. Останні також згодом жили у цій квартирі після переїзду академіка Шмальгаузена до Москви і в той же час частина приміщення залишалася робочою лабораторією Інституту зоології та біології у 1930-х.

## Історія

### Створення та директорство І.І.Шмальгаузена (1930—1941)

Видатний еволюційний біолог академік І. І. Шмальгаузен
(1884—1963), перший директор Інституту зоології

1 серпня 1930 року РНК УСРР затвердила постанову НКО УСРР про створення Зоолого-біологічного інституту у Києві з філіями в Харкові та Одесі, на базі Зоологічного музею ВУАН, Біологічного інституту імені Ф. Омельченка ВУАН, Дніпровської біологічної станції ВУАН (Київ), Приморської біологічної станції ВУАН (Одеса), кафедр Київського, Харківського та Одеського університетів (на той час — «інститутів народної совіти»). Першим директором установи став видатний зоолог академік І. І. Шмальгаузен.

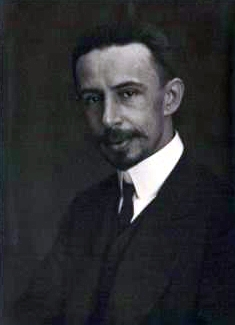
Професор М. М. Воскобойников
(1873—1942), завідувач відділу порівняльної морфології
(фото 1907 року)

Загальне рішення об'єднувати наукові структури України у великі науково-дослідні інститути просувалося починаючи від «Плану народного комісаріату освіти УСРР щодо реорганізації мережі науково-дослідних установ» від 23 січня 1930 року, в якому зокрема планувалося організувати «Інститут зоолого-біологічний» на базі зоологічних структур у Києві з великою філією у Харкові та меншими підрозділами в кількох інших великих містах України. В той же час після формального створення Інституту безпосередня переорганізація в одну установу не відбулася одразу. Зокрема в квітні 1931 року ВУАН розглядала в своєму складі «Цикл біо-зоологічний», до якого належали чотири підрозділи, серед них два окремих зоологічних: «Катедра експериментальної зоології (академік Шмальгаузен) з Біологічним інститутом ім. Омельченка, Зоологічним музеєм і Дніпрянською біологічною станцією» та «Катедра морфології тварин (академік Третьяков) з Приморською біологічною станцією в Одесі». Зазначені кафедри експериментальної зоології та морфології тварин були створені як окремі підрозділи у складі ВУАН під академіків Шмальгаузена та Третьякова відповідно у 1922 та 1929 роках (після їх обрання академіками), вони не мали наукового штату та були формально приєднані до «Інституту біо-зоології» рішенням ВУАН від 13 лютого 1934 року.
Основна частина Інституту розмістилася у будівлі колишньої Ольгинської гімназії у Києві, частину якої вже займав Зоологічний музей, що увійшов до його складу.

Професор М. В. Шарлемань
(1887—1970), перший завідувач відділу фауни та систематики

Станом на кінець 1931 року київська частина установи складалася з 4 основних підрозділів: сектор експериментальної зоології (група академіка І. І. Шмальгаузена); сектор морфології (група професора М. М. Воскобойникова); сектор біології тварин та паразитології (згодом екології тварин, група професора О. Г. Лебедєва); сектор фауністики, систематики та гідробіології (науковці Зоомузею та Дніпровської біологічної станції).
У Харкові в жовтні 1930 року, на виконання постанови про створення Інституту, було організовано «Харківську філію Українського науково-дослідного зоолого-біологічного інституту» на базі науково-дослідної кафедри зоології Харківського інституту народної освіти (Харківський університет), що існувала протягом 1921—1930 років під керівництвом академіка О. М. Нікольського, на 1930 рік мала 15 наукових співробітників і 30 аспірантів. Директором філії було призначено професора Г. Ф. Арнольда. До складу філії початково входили 3 підрозділи: сектор морфології та експериментальної зоології (керівник Г. Ф. Арнольд); сектор екології та фауністики (керівник В. В. Станчинський); сектор загальної фізіології (керівник О. В. Нагорний). В 1932 році також було організовано сектор еволюційної теорії та генетики (керівник І. М. Поляков). Загалом у філії працювало близько 12 науковців, зокрема І. М. Булакін та І. Є. Лукін, серед аспірантів філії були М. П. Божко, К. О. Виноградов і Є. Г. Решетник. Філія не розглядалася в структурі ВУАН і фінансувалася напряму від НКО УСРР. У жовтні 1933 року була реорганізована як Науково-дослідний зоолого-біологічний інститут, що увійшов до складу відновленого Харківського державного університету.
В Одесі також у жовтні 1930 року було створено Одеську філію Науково-дослідного зоолого-біологічного інституту на базі науково-дослідних кафедр біології та геології Одеського інституту народної освіти (Одеський університет), її директором було призначено академіка Д. К. Третьякова, вченим секретарем професора Л. Й. Рубенчика. Філія складалася з 4 підрозділів: сектор морфології та експериментальної зоології (керівник Д. К. Третьяков); сектор фауністики, екології та мікробіології з Приморською біологічною станцією (керівник М. О. Загоровський); сектор палеозоології (керівник Ю. А. Гапонов); сектор загальної фізіології (керівник Є. І. Синельников). Загалом у філії працювало близько 12 науковців, зокрема С. М. Морін, О. Р. Прендель та І. Я. Яцько, а також навчалося близько 11 аспірантів (на 1932 рік), зокрема М. П. Савчук, Г. А. Машталер, Б. Є. Волянський і Д. Л. Шаміс. У складі філії також перебував університетський Зоологічний музей (не мав наукового штату). Як і в Харкові, в 1933 році філія була реорганізована як Науково-дослідний зоолого-біологічний інститут, що увійшов до складу відновленого Одеського державного університету.
З 26 по 28 жовтня 1931 року в Києві пройшла «Всеукраїнська зоологічна нарада», організована НКО УСРР, основною метою якої ставилося «розв'язати цілу низку пекучих питань, що стоять перед Науково-дослідним зоо-біологічним інститутом і іншими біологічними установами НКО». Інформація про цю нараду та її резолюції були опубліковані в першому номері Журналу Біо-зоологічного циклу ВУАН (1932). Серед основних пунктів порядку денного наради були доповіді академіка Шмальгаузена та професора Арнольда. Основні результати наради були викладені у «Резолюції Всеукраїнської зоо-біологічної наради в справі основних спрямовань у роботі Н.-д. інституту зоології та біології, його структури та пляну роботи на 1932 рік». Примітно, що в документі багаторазово використовуються як синонімічні назви «Науково-дослідний Інститут зоології та біології» та «Науково-дослідний Зоо-біологічний інститут» (зокрема обидва варіанти без приставки «науково-дослідний»).
У 1933 році в київській частині Інституту було виділено п'ятий підрозділ — сектор водяних тварин на чолі з Д. Є. Белінгом. У цьому секторі працювали гідробіологи Дніпровської біологічної станції, яка існувала з 1909 року на меценатські кошти, а з 1921 року діяла в складі ВУАН, на ній часто проводили дослідження академічні зоологи, протягом 1922—1937 років її очолював Д. Є. Белінг. У 1930 році зоологів Станції було переведено до Інституту зоології та біології, де спочатку вони працювали в одному секторі з науковцями Зоологічного музею (див. вище). Вже у 1934 році Станцію було реорганізовано як повноцінну установу під назвою Гідробіологічна станція ВУАН і групу Д. Є. Белінга було повернено до її складу. Згодом, у 1940 році, Станцію було реорганізовано як Інститут гідробіології АН УРСР, який очолив Я. В. Ролл.
Натомість 1934 року в установі було створено інший підрозділ — відділ загальної біології (згодом відділ генетики), який очолив академік І. Й. Агол.
У документах ВУАН до 1935 року установа переважно фігурувала як «Інститут біозоології» або «Інститут біо-зоології», тоді як в пізніших документах, а також у офіційних виданнях установи, використовується назва «Інститут зоології та біології», хоча в деяких документах використовувалася також скорочена назва «Інститут зообіології».
Станом на 1 січня 1935 року в «Інституті біозоології» працював 41 співробітник, зокрема 3 академіки ВУАН (І. І. Шмальгаузен, І. Й. Агол та Д. К. Третьяков), 24 рядових науковця, 6 науково-допоміжних працівників і 8 службовців.
Станом на 20 лютого 1936 року в «Коротких відомостях про роботу Інституту зоології та біології АН УСРР за 1933—1935 роки» зазначалося, що структура установи складала 5 відділів: відділ механіки розвитку (керівник І. І. Шмальгаузен), відділ загальної біології (керівник І. Й. Агол), відділ порівняльної анатомії (керівник М. М. Воскобойников), відділ екології (керівник О. Г. Лебедєв, після його смерті — в.о. М. М. Левітт) та відділ фауністики (керівник М. В. Шарлемань). Одночасно зазначалося, що персонал Інституту включав у 1933 році 33 особи, у 1934 — 43 особи, у 1935 — 58 осіб, протягом 1933—1935 в закладі навчалося 17 аспірантів, з яких 12 залишилися працювати в установі.
В 1936 році очолити відділ екології був запрошений професор О. О. Любищев, який керував цим підрозділом до 1941 року.

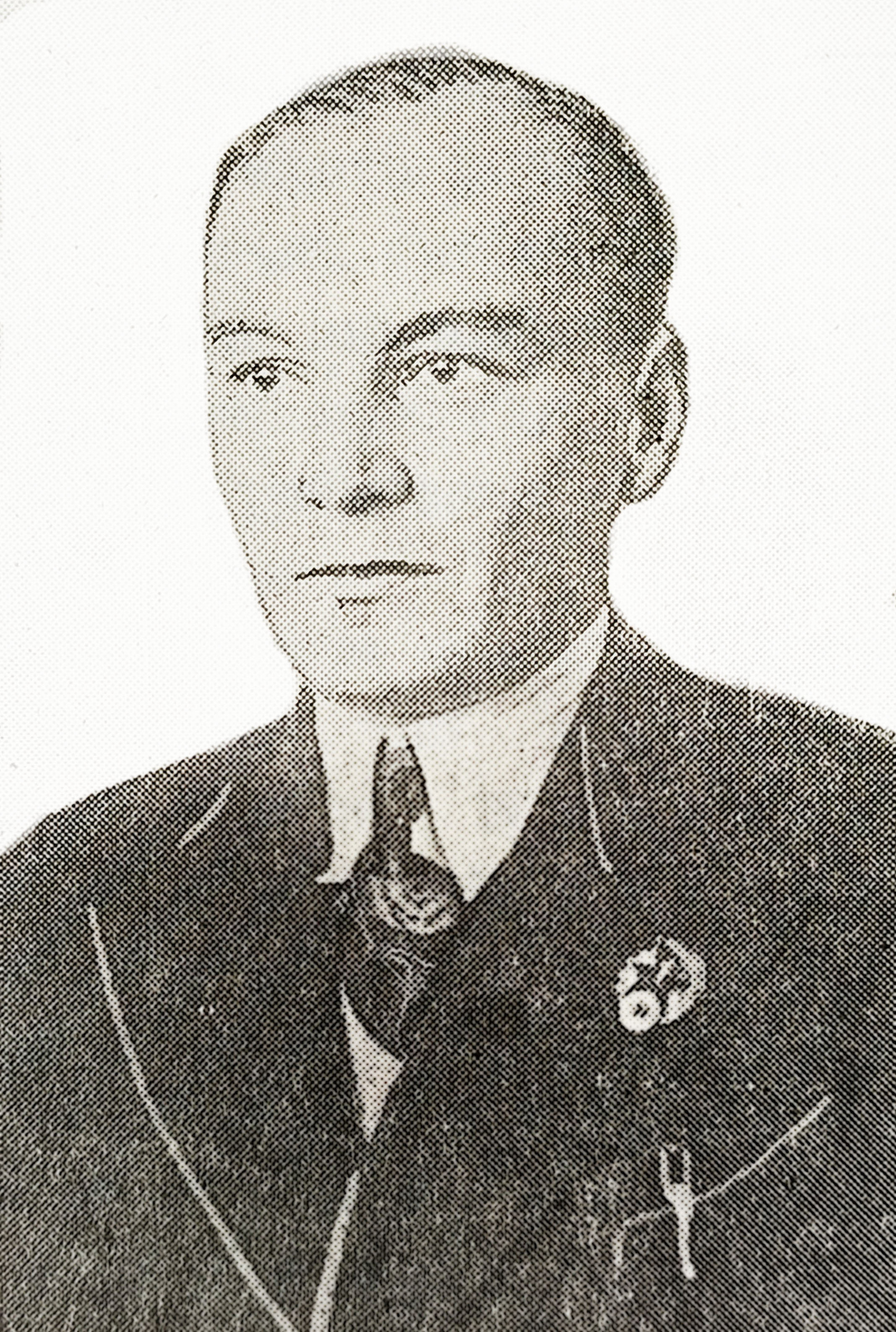
Професор Б. І. Балінський
(1905—1997), завідувач відділу механіки розвитку (фото 1936 року)

Після смерті академіка О. М. Сєверцова у 1936 році І. І. Шмальгаузен, як його учень, був призначений очолити Інститут еволюційної морфології у Москві з можливістю одночасно зберегти посаду директора Інституту зоології у Києві. Відтоді він фактично жив у Москві, раз на місяць приїжджаючи на кілька днів у Київ для вирішення найважливіших адміністративних питань. Більшість фактичних функцій директора на той час виконував заступник директора з наукової роботи Б. І. Балінський і він же згодом очолив відділ механіки розвитку.
Колектив Інституту значно постраждав від сталінських репресій. У 1933 році був репресований через свої природоохоронні погляди один з засновників харківського філіалу Інституту та заступник директора заповідника Асканія-Нова професор В. В. Станчинський (звільнений у 1936 і повторно заарештований у 1940, помер в таборах у 1942; в подальшому ім'я вченого було практично викреслено з історії радянською владою). У липні 1935 року здобув ступінь кандидата біологічних наук науковий співробітник інституту І. І. Назаренко (1899—1940), проте вже в серпні він був заарештований як «ворог народу», а присудження ступеню скасувала Президія АН УСРР. Під час «великого терору» у 1937 році був страчений завідувач відділу генетики академік І. Й. Агол (реабілітований у 1957 році). Того ж року, за спогадами Б. І. Балінського, арештів зазнали дружина Балінського К. І. Сингаївська, що працювала разом з ним (провела 2 роки в таборах), його асистентка Т. А. Андронікашвілі, науковий співробітник Д. Ф. Руднєв (8 років у таборах), дві лаборантки, також в той же час була заарештована дружина заступника директора з господарських питань, що розцінювалось Балінським як тиск на адміністрацію установи. Також у 1937 році були звільнені та згодом репресовані та страчені як «вороги народу» молодші наукові співробітники Інституту теріологи А. К. Шепе (1905—1938) та
П. А. Крижов (1902—1938). Імовірно в цей період були репресовані й інші менш відомі науковці Інституту біології та зоології, оскільки чимало людей зазначених у списках співробітників установи в документах ВУАН до 1937 року відсутні в аналогічних переліках перед початком війни. Президія АН УРСР 23 листопада 1937 року закрила 10 неназваних наукових тем Інституту «в зв'язку із звільненням їх виконавців». В цей період, на думку Балінського, на межі арешту були академік Шмальгаузен і він сам. Після арешту дружини Б. І. Балінський у кінці 1937 року залишив посаду заступника директора, продовживши працювати у закладі, після чого цю посаду отримав ентомолог В. Ю. Пархоменко. У 1937 році були репресовані також колишні співробітники Зоологічного музею ВУАН М. Л. Щербина та М. А. Гроссгейм.

Академік С. М. Гершензон
(1906—1998), завідувач відділу генетики, за часів початку роботи в Інституті зоології (фото 1939 року)

На місце розстріляного академіка І. Й. Агола керувати відділом генетики був запрошений майбутній академік С. М. Гершензон, який розпочав роботу в Інституті з 1937 року. Того ж року в Інституті зоології та біології було створено шостий відділ — паразитології (завідувач О. П. Маркевич). Також у відділі фауністики (зоомузей) на той час сформувалося 4 підрозділи: виставочна частина (керівник В. О. Караваєв), групи хребетних (керівник М. В. Шарлемань), безхребетних (керівник С. Я. Парамонов) та палеозоології (керівник І. Г. Підоплічко).
На 1 січня 1938 року в Інституті зоології та біології працювало 69 осіб, зокрема 38 наукових співробітників, на 1 січня 1939 року ці цифри зросли відповідно до 88 і 45 (зростання кількості відбувалося переважно за рахунок науково-допоміжного персоналу).
З 1939 року установа носила назву Інститут зоології АН УРСР.
У 1939 році в Інститут зоології на посаду заступника директора з наукової роботи прийшов новообраний член-кореспондент АН УРСР Є. В. Звєрезомб-Зубовський, пропрацювавши на цій посаді до 1945 року, також з 1941 року він очолював відділ екології.
У 1941 році в Інституті зоології було створено відділ біометодів боротьби зі шкідниками сільськогосподарських культур, який очолив академік В. П. Поспєлов, що на той момент очолював Відділ біологічних наук АН УРСР, а також відділ іхтіології, який очолив академік Д. К. Третьяков.
Таким чином, до початку німецько-радянської війни, Інститут зоології мав наступну структуру:
- Відділ експериментальної зоології (механіки розвитку) — керівники І. І. Шмальгаузен (до 1938), Б. І. Балінський (з 1938).
- Відділ морфології (порівняльної анатомії, бл. 1939 об'єднаний з відділом механіки розвитку) — керівник М. М. Воскобойников.
- Відділ екології (біології тварин) — керівники О. Г. Лебедєв (до 1936), М. М. Левітт (в.о. у 1936), О. О. Любищев (у 1936—1941), Є. В. Звєрезомб-Зубовський (з 1941).
- Відділ фауністики (фауни та систематики; зоологічний музей) — керівники М. В. Шарлемань (до 1938), С. Я. Парамонов[31] (з 1938).
  - Група з вивчення хребетних тварин — керівник М. В. Шарлемань.
  - Група з вивчення безхребетних тварин — керівник С. Я. Парамонов.
  - Група палеозоології (з 1935) — керівник І. Г. Підоплічко.
  - Виставочна частина — керівник В. О. Караваєв (до 1939).
- Відділ (сектор) водяних тварин (у 1933—1934) — керівник Д. Є. Белінг.
- Відділ генетики (загальної біології; з 1934) — керівники І. Й. Агол (до 1937), С. М. Гершензон (з 1937).
- Відділ паразитології (з 1937) — керівник О. П. Маркевич.
- Відділ біометодів боротьби зі шкідниками сільськогосподарських культур (у 1941) — керівник В. П. Поспєлов.
- Відділ іхтіології (у 1941) — керівник Д. К. Третьяков.

### Евакуація та окупація (1941—1944)

Професор С. Я. Парамонов
(1894—1967), другий завідувач відділу фауни та систематики
(фото 1953 року)

Під час німецько-радянської війни, з осені 1941 року, Інститут зоології було тимчасово об'єднано з інститутами гідробіології та мікробіології під назвою Інститут зообіології та евакуйовано до Уфи. Директором цього закладу до кінця війни був гідробіолог Я. В. Ролл, а його заступником з наукової роботи — Є. В. Звєрезомб-Зубовський. Оскільки евакуйована була лише невелика частина співробітників трьох інститутів, у його структурі було створено лише три відділи відповідно кожному з об'єднаних інститутів. В штаті Інституту зообіології в Уфі були також деякі евакуйовані співробітники Карадазької біологічної станції АН УРСР, зокрема її директор К. О. Виноградов та З. А. Аблямітова. Серед науковців Інституту зоології евакуйованих до Уфи були Д. К. Третьяков, Є. В. Звєрезомб-Зубовський, О. П. Маркевич, С. М. Гершензон, В. Л. Рижков, М. Д. Тарнавський, Є. М. Ємчук. Серед співробітників Інституту зообіології з інших установ були такі відомі науковці, як В. Г. Дроботько (завідувач відділу мікробіології), Л. Й. Рубенчик, М. М. Підоплічко, В. Й. Білай, Д. О. Свиренко, Б. Ю. Айзенман.
19 вересня 1941 року Київ було захоплено німецькими військами. При відступі радянських військ багато історичних будівель у центрі міста було заміновано НКВС і згодом підірвано. Заміновано було й академічну будівлю Ольгинської гімназії, де знаходиться Інститут зоології з Зоологічним музеєм. За свідченням співробітниці Інституту зоології Євдокії Решетник, цю академічну будівлю, а також будівлю Оперного театру навпроти, не було підірвано завдяки тому, що Сергій Парамонов, який очолював тоді Зоологічний музей, повідомив німцям місця закладання вибухівки.
Окупаційною німецькою владою у Києві 20 жовтня 1941 року було призначено М. В. Шарлеманя директором Інституту зоології. У січні 1942 року на базі установи було створено Інститут захисту рослин Сільгоспуправління РКУ, директором якого залишався М. В. Шарлемань. Колектив закладу складав близько 40 осіб і був укомплектований співробітниками Інституту зоології та деякими іншими науковцями, що не були евакуйовані з Києва. Окрім директора в закладі працювали зокрема також С. Я. Парамонов, Л. А. Шелюжко, В. В. Совинський, М. А. Теленга, Б. О. Боженко, З. С. Голов'янко, О. П. Кришталь, Є. М. Савченко, Є. Г. Решетник, В. І. Бібікова (тоді Зубарєва). В ході відступу німецьких військ з Києва восени 1943 року вони забрали значну частину колекцій та обладнання Інституту зоології, також з ними залишила Україну і значна частина науковців установи що залишалися у Києві, обґрунтовано боючися переслідувань радянської влади, яких згодом зазнали ті хто залишилися.
Протягом німецько-радянської війни, тікаючи від радянської влади, назавжди залишили Україну зокрема такі науковці Інституту зоології, як Б. І. Балінський, С. Я. Парамонов, Л. А. Шелюжко, Д. Є. Белінг, В. В. Брунст, С. М. Крашенінніков, В. М. Дірш, Б. О. Боженко, О. Я. Парамонов. Ті ж науковці, що перебували в окупованому Києві та згодом залишилися чи опинилися в СРСР, зазнали післявоєнних репресій чи переслідувань, зокрема це стосується Є. Г. Решетник (4 роки у колонії) і в меншій мірі М. В. Шарлеманя.

### Директорства Д.К.Третьякова та О.П.Маркевича (1944—1950)

Академік Д. К. Третьяков
(1878—1950), третій директор Інституту зоології

14 липня 1944 року, після повернення з евакуації, було відновлено Інститут зоології АН УРСР у Києві, директором призначено академіка Д. К. Третьякова, що був на той час також головою Відділу біологічних наук АН УРСР, і затверджено нову структуру установи, що включала наступні підрозділи: відділ зоології хребетних (керівник Д. К. Третьяков); відділ зоології безхребетних (керівник В. В. Совинський); відділ паразитології (керівник О. П. Маркевич); відділ еволюційної морфології (керівник І. І. Шмальгаузен); відділ генетики (керівник С. М. Гершензон); відділ патології комах (керівник В. П. Поспєлов); відділ грибкових і бактеріальних захворювань (невдовзі розформований); відділ екології (керівник Є. В. Звєрезомб-Зубовський); лабораторія для вивчення паразитичних і хижих комах (керівник М. А. Теленга); Зоологічний музей (керівник В. М. Артоболевський). В штаті Інституту тоді ж було затверджено 48 осіб, зокрема 32 наукових співробітників.
Академік І. І. Шмальгаузен, хоча переважно працював у Москві, одночасно продовжував роботу і в Інституті зоології у 1944—1948 роках завідувачем відділу еволюційної морфології та членом вченої ради.
Приміщення Інституту зоології на Володимирській 37 (колишня лабораторія Омельченка, див. вище) після війни було перетворено на житлову комунальну квартиру, з 1944 року там жив О. П. Маркевич з родиною.
У 1945—1946 роках на базі трьох ентомологічних підрозділів, переведених з Інституту зоології (відділи екології, патології комах і паразитичних комах), була створена нова установа — Інститут ентомології і фітопатології АН УРСР (зараз Інститут захисту рослин НААН), зокрема очолив новостворену установу академік В. П. Поспєлов, а його заступником з наукової роботи став Є. В. Звєрезомб-Зубовський.

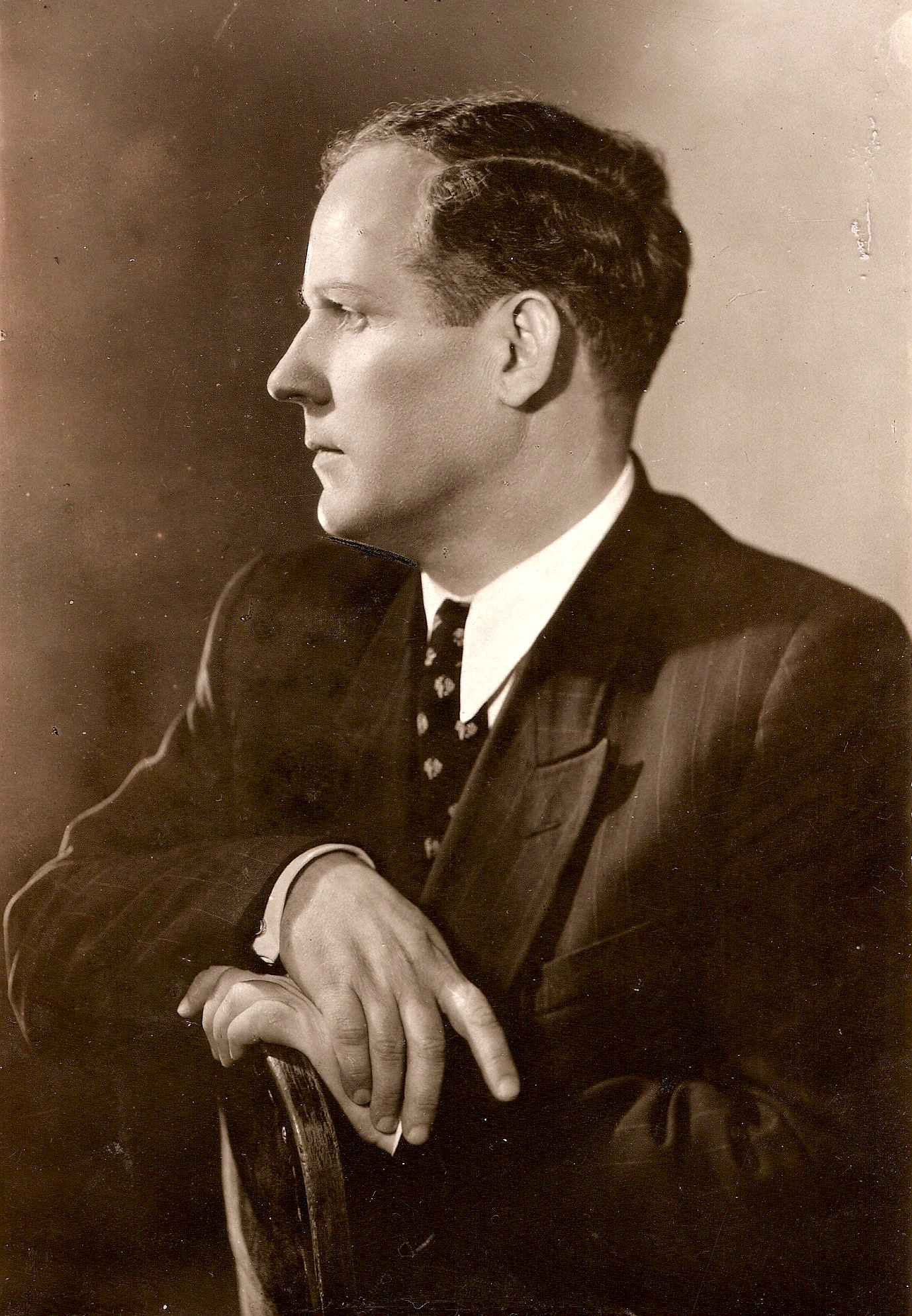
Академік О. П. Маркевич
(1905—1999), завідувач відділу паразитології, четвертий директор Інституту зоології

З 18 квітня 1947 року вчена рада Інституту зоології складала: академіки Д. К. Третьяков (голова), І. І. Шмальгаузен, член-кореспондент П. О. Свириденко, доктори наук І. Д. Білановський, С. М. Гершензон, О. П. Маркевич, В. А. Мовчан, Б. Г. Новиков, М. А. Теленга, В. Г. Касьяненко, кандидати наук М. Д. Тарнавський (вчений секретар), В. М. Артоболевський, В. В. Совинський.
У 1948 році, в розпал лисенківщини, після сумнозвісної серпневої сесії ВАСГНІЛ, в СРСР було звільнено, чи знято з керівних посад, багатьох провідних науковців, що займалися генетичними дослідженнями чи підтримували їх, як «антимічурінців». З усіх посад було звільнено академіка І. І. Шмальгаузена, відтоді він не працював у Києві. Академіка Д. К. Третьякова було звільнено з посад голови Відділу біологічних наук АН УРСР, директора Інституту зоології та завідувача кафедри зоології хребетних Київського університету (залишився працювати в Інституті зоології, через два роки помер). Також було звільнено професора С. М. Гершензона з посад завідувача відділу генетики Інституту зоології та завідувача кафедри генетики Київського університету, відділ генетики Інституту зоології було розформовано, Сергій Михайлович продовжив роботу в Інституті зоології на посаді рядового старшого наукового співробітника, вивчаючи віруси шовкопряда, до відновлення відділу генетики у 1957 році.
Після цих подій головою Відділу біологічних наук АН УРСР було призначенко академіка П. О. Свириденка, який працював з 1947 року в Інституті зоології очолюючи відділ екології тварин (до 1954 року), а на посаду директора Інституту зоології було призначено О. П. Маркевича, який з 1947 року був заступником директора з наукових питань установи, і 18 листопада 1948 року затверджено суттєво видозмінений склад вченої ради Інституту: член-кореспондент О. П. Маркевич (голова), академіки П. О. Свириденко, Д. К. Третьяков, Б. І. Чернишов, член-кореспондент М. П. Савчук (на той час міністр освіти УРСР), доктори наук Б. Г. Новиков, В. Г. Касьяненко, І. Д. Білановський, кандидати наук І. Г. Підоплічко, Є. М. Ємчук, М. М. Синицький, І. Т. Сокур, І. Г. Безпалий (вчений секретар).
У 1948 році було також значно переформатовано структуру Інституту зоології на наступну: відділ паразитології (керівник О. П. Маркевич); відділ експериментальної зоології (керівник Б. Г. Новиков); відділ порівняльної морфології (керівник В. Г. Касьяненко); відділ екології тварин (керівник П. О. Свириденко); відділ фауни (керівник І. Д. Білановський; включав лабораторії безхребетних і хребетних, а також зоомузей під керівництвом І. Т. Сокура); відділ палеозоології (керівник І. Г. Підоплічко); відділ акліматизації та селекції (керівник В. В. Синицький). Протягом 1949—1950 років в установі діяв також відділ тваринництва, який очолював академік Л. К. Гребень.

### Директорства В.Г.Касьяненка та П.М.Мажуги (1950—1965)
3 лютого 1950 року, за рішенням Президії АН УРСР, О. П. Маркевича було звільнено з посади директора Інституту зоології (залишено завідувачем відділу паразитології) та призначено на цю посаду В. Г. Касьяненка.
Склад вченої ради Інституту зоології від 22 лютого 1952 року становив: академіки В. Г. Касьяненко (голова), П. О. Свириденко, член-кореспондент О. П. Маркевич, доктори наук Б. Г. Новиков (заступник голови), Р. С. Чеботарьов, І. Д. Білановський, І. Г. Підоплічко, кандидати наук М. М. Синицький, І. Т. Сокур, С. Ф. Манзій, Г. В. Бошко (вчений секретар).
У 1956 році Інститут зоології почав видавати серію монографій «Фауна України».
Суттєві структурні зміни Інституту зоології відбулися у 1957 році. Було відновлено відділ генетики на чолі з С. М. Гершензоном. До відділу екології тварин було приєднано відділ акліматизації та селекції, його очолив М. М. Синицький. Було організовано відділ фауни та систематики хребетних (включаючи зоомузей) на чолі з М. А. Воїнственським. Колишній відділ фауни був реорганізований як відділ фауни безхребетних під керівництвом І. Д. Білановського, але після смерті останнього у 1958 році підрозділ було об'єднано з відділом паразитології, як відділ фауни безхребетних і паразитології під керівництвом О. П. Маркевича, та в 1959 році реорганізовано як лабораторію ентомології (в складі відділу) на чолі з В. Г. Пучковим.
Склад вченої ради Інституту зоології від 7 жовтня 1960 року становив: академіки В. Г. Касьяненко (голова), П. О. Свириденко, О. П. Маркевич, доктори наук С. Ф. Манзій, М. А. Воїнственський, І. Г. Підоплічко, С. М. Гершензон, М. М. Синицький, В. І. Владимиров, кандидати наук В. О. Мамонтова, В. Г. Пучков, І. Т. Сокур, П. М. Мажуга, В. О. Топачевський (вчений секретар).
У 1961 і 1962 роках від відділу паразитології було відокремлено два підрозділи: відповідно відділ гельмінтології на чолі спочатку з К. П. Селівановим і згодом з М. О. Палімпсестовим (відділ існував до 1963 року) та відділ ентомології на чолі з В. Г. Пучковим.
1962 року в Інституті мікробіології АН УРСР було створено Сектор молекулярної біології та генетики, до якого було переведено відділ генетики Інституту зоології та який очолив С. М. Гершензон. Згодом на основі Сектору було створено Інститут молекулярної біології і генетики.
2 грудня 1963 року Президія АН УРСР звільнила академіка Касьяненка з посад директора Інституту зоології та завідувача відділу еволюційної морфології, виконувачем обов'язки директора призначили П. М. Мажугу. Тоді ж було створено відділ цитології та гістогінезу під керівництвом останнього. Завідувачем відділу еволюційної морфології було призначено С. Ф. Манзія.

### Директорства І.Г.Підоплічка та В.О.Топачевського (1965—1987)
24 лютого 1965 року Інститут зоології очолив І. Г. Підоплічко.
У 1965 році було створено окремий відділ зоологічного музею Інституту зоології на чолі з М. М. Щербаком, оскільки тоді почав організовуватися Природничий музей АН УРСР. Палеонтологічною експозицією цього закладу опікувався вже існуючий відділ палеозоології Інституту зоології на чолі з І. Г. Підоплічком, в той же час відділ зоологічного музею було сформовано перш за все для опікування зоологічною експозицією та фондовими зоологічними колекціями. Тоді ж відділ екології Інституту зоології очолив І. Т. Сокур.

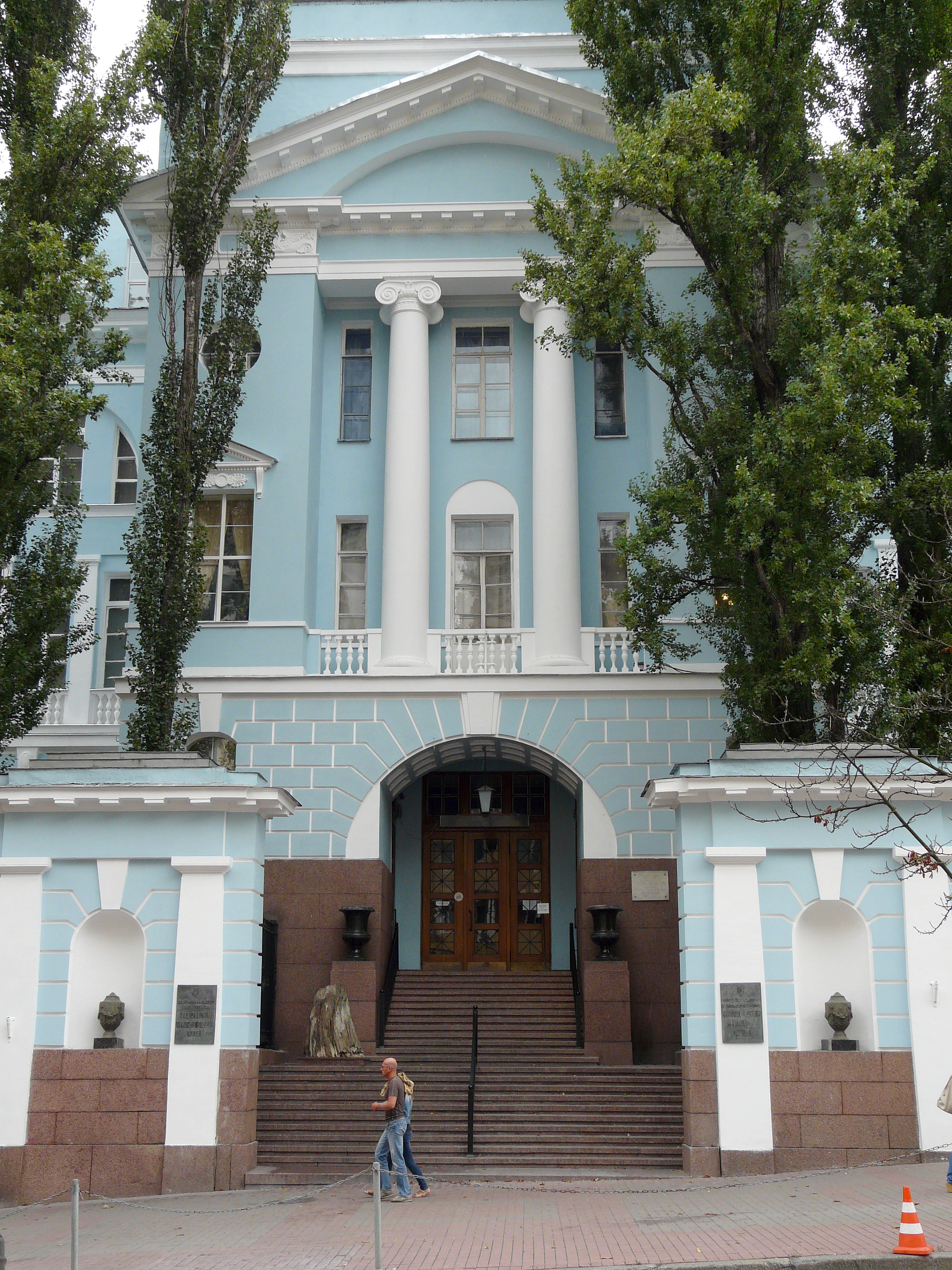
Один з колишніх входів до Інституту зоології, зараз — центральний вхід у ННПМ, 2012 рік

У 1966 році було організовано Центральний науково-природничий музей АН УРСР (наразі Національний науково-природничий музей НАН України). Експозиції музею розмістилися у частині будівлі колишньої Ольгинської гімназії вздовж нинішньої вулиці Богдана Хмельницького. Два поверхи цієї частини будівлі повністю зайняли Зоологічний та Палеонтологічний музеї, якими опікувалися і в яких розміщувалися два відповідних наукових відділи Інституту зоології (Музей не мав тоді власного наукового штату). Провідний внесок у розбудову цих музейних експозицій, у вигляді в якому вони існують відтоді, зробили М. М. Щербак та І. Г. Підоплічко, що очолювали тоді відповідні відділи Інституту зоології.
Відколи були сформовані музейні експозиції, більшість науково-дослідних лабораторій Інституту зоології розміщується у прилеглому до музею крилі будівлі колишньої Ольгинської гімназії вздовж вулиці Терещенківської, між Музеєм та Інститутом ботаніки.
1967 року Інститут зоології почав видавати журнал «Вісник зоології» (зараз «Zoodiversity»).
У 1969 році в закладі було створено відділ функціональної морфології водяних тварин на чолі з Г. Б. Агарковим, що діяв до 1988 року.
З 1973 року Інститут зоології очолював В. О. Топачевський, тоді ж він очолив відділ палеозоології, а з 1976 року — об'єднаний відділ паеозоології та палеонтологічного музею (з 1973 року існував окремий відділ палеонтологічного музею, який очолюавав академік І. Г. Підоплічко, до своєї смерті у 1975 році).
У 1975 році в Інституті було створено відділ екології комах, який спочатку очолював В. О. Колибін, а протягом 1976—1982 років — В. О. Мамонтова, а також окрему лабораторію (згодом відділ) екології комах-запилювачів на чолі з Л. І. Боднарчуком. Одночасно продовжував окремо діяти відділ ентомології, з 1975 року його очолив В. Г. Долін.
Відділ паразитології Інституту зоології у 1978 році було розділено на три підрозділи: відділ гельмінтології (завідувач В. Н. Трач; діяв як лабораторія з 1963 року), відділ акарології (завдіувач І. А. Акімов; діяв як лабораторія з 1968 року) та відділ експериментальної паразитології (завідувач О. М. Давидов).

Меморіальна дошка І. І. Шмальгаузену на будівлі Інституту зоології

У 1981 році до назви Інституту зоології додалося ім'я першого директора І. І. Шмальгаузена (згідно з Постановою Ради Міністрів УРСР від 06.01.1981 року № 2).
1981 року в установі було створено два нових підрозділи — відділ фауни та систематики безхребетних (завідувач В. І. Монченко; з 1975 року діяв як лабораторія безхребетних при дирекції) та відділ фізіології поведінки комах (завідувач Л. І. Францевич; з 1968 року діяв як лабораторія у складі відділу екології тварин). З того ж року екологічний відділ Інституту очолив І. Г. Ємельянов, на той час підрозділ носив назву відділ популяційної екології та охорони наземних хребетних, оскільки до нього входила лабораторія охорони наземних хребетних на чолі з А. П. Федоренком, що існувала з 1974 року (спочатку у відділі фауни хребетних).
Відділи гельмінтології та експериментальної паразитології з 1982 року були знову об'єднані у єдиний відділ паразитології на чолі з В. Н. Трачем і згодом В. П. Шарпилом.
З 1984 року відділ еволюційної морфології очолював М. Ф. Ковтун.
У 1986 році в установі було створено відділ систематики ентомофагів та екологічних основ біометоду на чолі з М. Д. Зеровою.
З моменту створення Інститут зоології був тісно пов'язаним з кафедрами зоології хребетних і безхребетних біологічного факультету Київського університету. Більшість завідувачів цих кафедр радянського періоду обіймали помітні посади і в Інституті зоології, зокрема академіки І. І. Шмальгаузен, О. П. Маркевич і Д. К. Третьяков очолюючи цю установу були одночасно і завідувачами зоологічних кафедр в Університеті, а Г. Й. Щербак тривалий час обіймала посаду заступника директора з наукової роботи Інституту зоології і згодом очолювала кафедру зоології безхребетних, а також і об'єднану кафедру зоології. Такі тісні зв'язки в значній мірі були можливі завдяки тому, що біологічні кафедри тоді розміщувалися в Червоному корпусі Університету, поруч з Інститутом, однак у 1988 році перемістилися в нову будівлю на Проспекті Академіка Глушкова в іншій частині міста. В результаті такої співпраці значна частина наукових досліджень співробітників кафедр зоології Університету в той період проводилася на базі Інституту зоології, тоді як кафедри слугували базою для підготовки нових наукових кадрів Інституту. Тому велику частку наукових співробітників установи складають випускники зоологічних кафедр Київського університету (наразі кафедра екології та зоології ННЦ «Інститут біології» КНУ).

### В незалежній Україні
Протягом 1987—2021 років Інститут зоології очолював член-кореспондент І. А. Акімов.
У 1991 році, після кількох переформатувань орнітологічних і теріологічних підрозділів установи, в Інституті зоології було створено відділ моніторингу та охорони тваринного світу (завідувач В. А. Гайченко). Відтоді цей підрозділ займався координацією створення зоологічної частини Червоної книги України, питаннями заповідної справи, а також веденням Державного кадастру тваринного світу України. Тоді ж відділ фауни та систематики хребетних очолив В. І. Крижанівський.
Таким чином, станом на 1991 рік, основна структура Інституту зоології була наступною (виключаючи лабораторії):
- Відділ паразитології — завідувач В. П. Шарпило
- Відділ акарології — завідувач І. А. Акімов

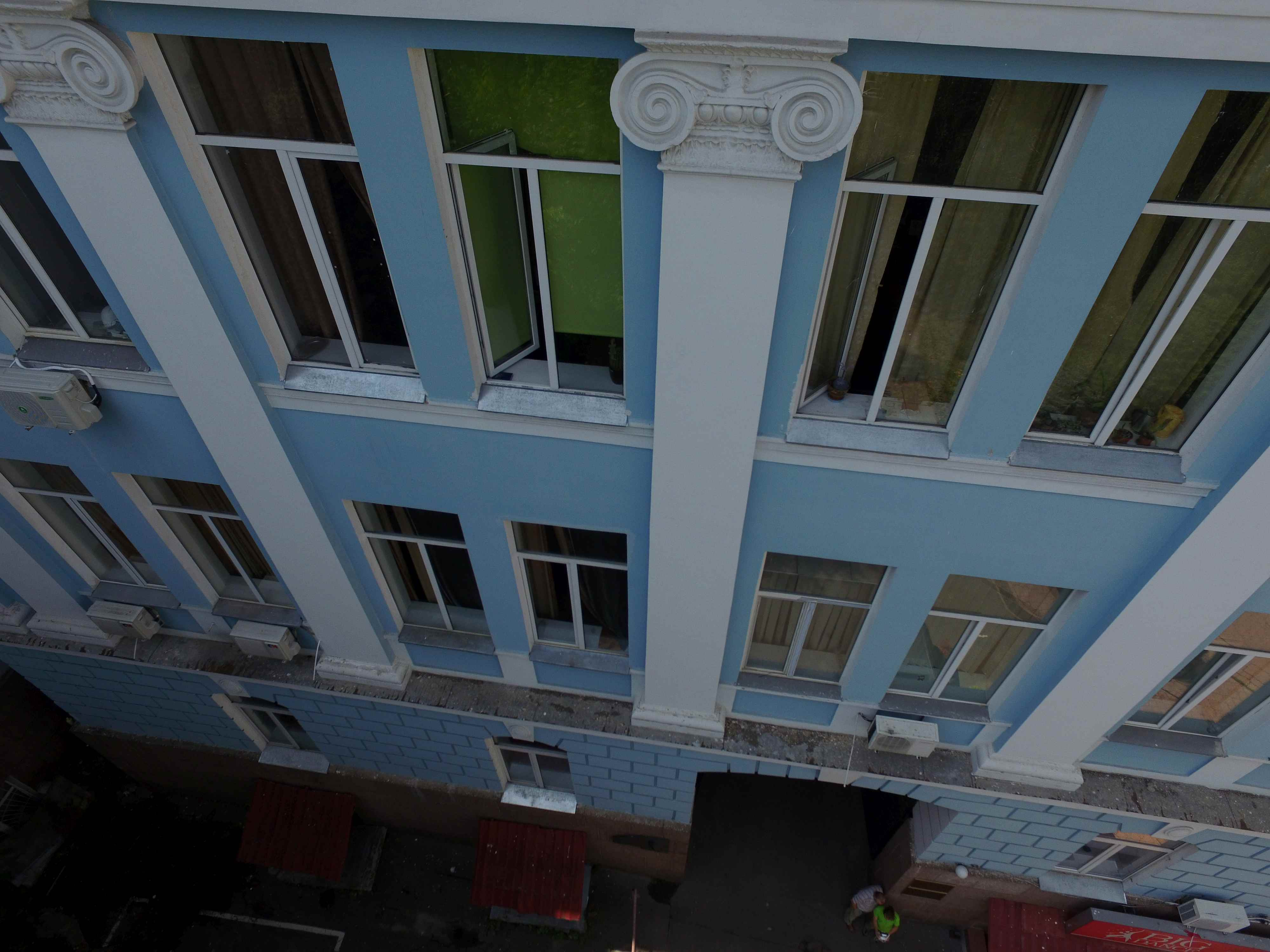
Будівля Інституту зоології, 2017 рік

- Відділ фауни та систематики безхребетних — завідувач В. І. Монченко
- Відділ загальної та прикладної ентомології — завідувач В. Г. Долін
- Відділ систематики ентомофагів та екологічних основ біометоду — завідувач М. Д. Зерова
- Відділ фізіології поведінки комах — завідувач Л. І. Францевич
- Відділ еволюційної морфології — завідувач М. Ф. Ковтун
- Відділ цитології та гістогенезу — завідувач Н. В. Родіонова
- Відділ популяційної екології — завідувач І. Г. Ємельянов
- Відділ моніторингу та охорони тваринного світу — завідувач В. А. Гайченко
- Відділ фауни та систематики хребетних — завідувач В. І. Крижанівський
- Відділ зоологічного музею — завідувач М. М. Щербак
- Відділ палеонтологічного музею — завідувач В. О. Топачевський

1992 року, у зв'язку з відновленням незалежності України, в Інституті зоології було організовано Український центр кільцювання птахів на чолі з А. М. Полудою (у складі відділу фауни та систематики хребетних). До цього вся інформація щодо кільцювання птахів в Україні збиралася лише у Москві.

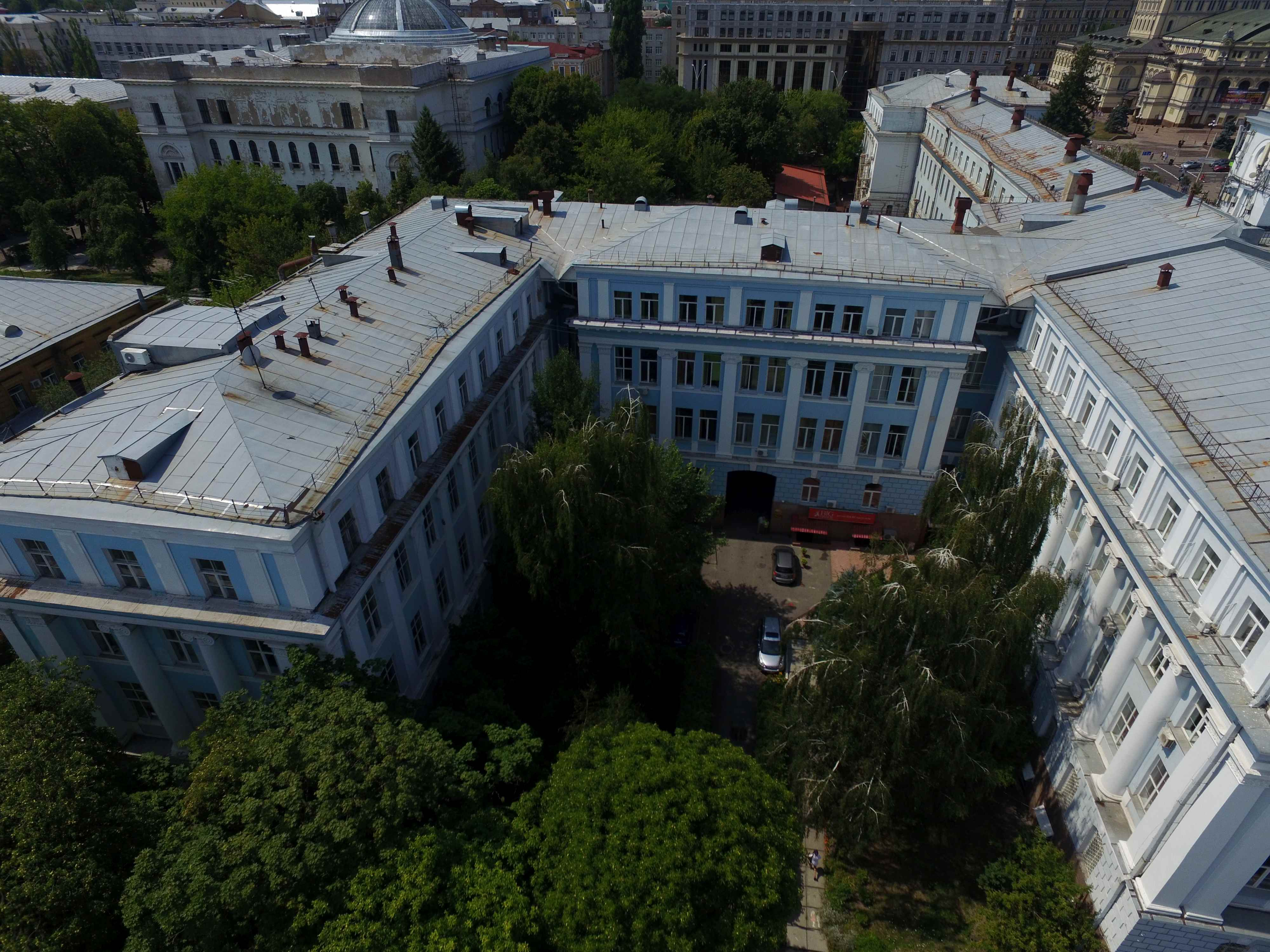
Будівля колишньої Ольгинської гімназії, вигляд зі сторони вулиці Терещенківської, у центрі Інститут зоології, ліворуч — Інститут ботаніки, праворуч — ННПМ, 2017 рік

У 1996 році природничий Музей у Києві було реорганізовано як Національний науково-природничий музей НАН України. До штату установи було переведено відділи зоологічного та палеонтологічного музеїв Інституту зоології (які вже розміщувалися в приміщеннях Музею). До цього офіційним роком заснування Інституту вважався 1919, за роком заснування Зоологічного музею ВУАН, а відтоді роком заснування зазначається 1930, тоді як сучасного Зоологічного музею ННПМ — 1919, хоча музей кілька разів переформатовувався у складі різних відділів Інституту зоології й тривалий час не існував як окремий структурний підрозділ і не мав експозиції.
Після відділення музейних відділів в окрему установу більшість наукових фондових колекцій Інституту зоології залишилася у закладі. Для менеджменту цих колекцій у 1996 році в Інституті було створено відділ наукових фондових колекцій (завідувач О. В. Пучков).
У 1999 році відділи фізіології поведінки комах та екології комах-запилювачів були об'єднані у відділ етології та соціобіології комах (завідувач В. Г. Радченко).
2000 року в Інституті зоології було організовано відділ еволюційно-генетичних основ систематики.
Постановою Кабінету Міністрів України № 1709 від 19 грудня 2001 року Наукові зоологічні фондові колекції Інституту зоології було внесено до Державного реєстру наукових об'єктів, що становлять національне надбання України.
У 2013 році відділ етології та соціобіології комах Інституту зоології було переведено до Інституту еволюційної екології НАН України.
Після значного скорочення фінансування НАН України протягом 2014—2015 років, у 2016 році три відділи Інституту зоології, а саме відділ популяційної екології, відділ цитології та гістогенезу та відділ наукових фондових колекцій, були понижені в ранзі до лабораторій і приєднані відповідно до відділу моніторингу та охорони тваринного світу, відділу еволюційної морфології та відділу загальної та прикладної ентомології (останній було перейменовано на відділ ентомології та наукових фондових колекцій).
2019 року Інститут зоології отримав нагороду «Лідер науки України 2019. Web of Science Award» у категорії «Лідер з міжнародної співпраці».
У 2020 році було проведено перші два конкурси на грантове фінансування науки Національним фондом досліджень України, за результатами одного з яких, «Підтримка досліджень провідних та молодих учених», в числі 141 успішного проєкту, фінансування отримали 4 колективи дослідників на базі Інституту зоології. Заклад опинився серед 15 університетів і науково-дослідних інститутів України, чиї колективи отримали 4 чи більше гранти у обох конкурсах НФДУ сумарно, і серед 8 установ НАН України з такою кількістю переможців. Перемогу здобули проєкти «Розробка наукових засад комплексного моніторингу та загроз поширення інвазивних видів риб річковою мережею і перехідними водами України (на основі паразитарних, популяційних і генетичних маркерів)», «Угруповання паразитів кісткових риб як індикатори екологічних змін у морських екосистемах Антарктики», «Ліси минулого та сучасності: систематика, філогенія, фауногенез та збереження різноманіття перетинчастокрилих комах» і «Цілісність організму ссавців як фактор стійкості при водному та повітряному способах життя (на прикладі скелетних ознак)» на загальну суму понад 25 мільйонів гривень, які мають отримати відповідні колективи протягом 2020—2022 років.
З 2021 року Інститут зоології очолює В. О. Харченко (в.о. директора до січня 2022 року, відтоді директор), що з 2003 року був заступником директора з наукових питань установи і водночас з 2014 року — завідувачем відділу паразитології.

## Очільники

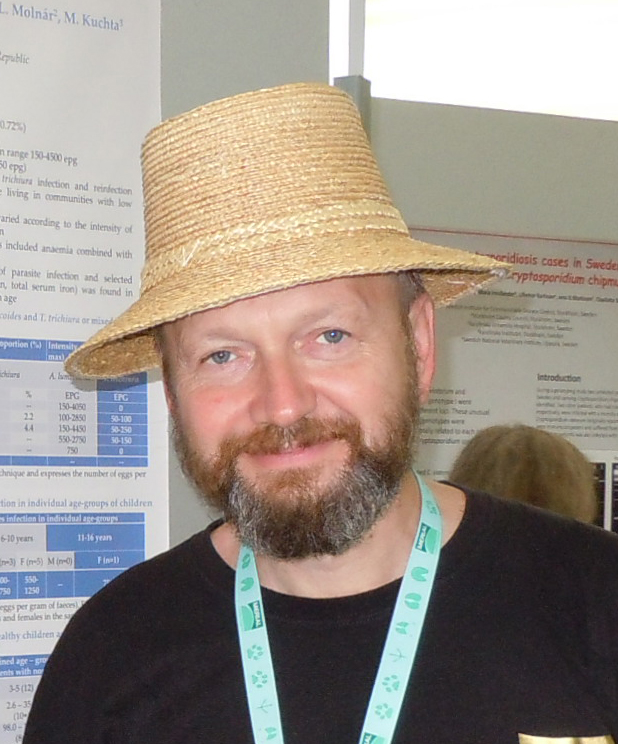
Поточний директор Інституту зоології В. О. Харченко
(фото 2012 року)

### Очільники установ-попередників
Комітет з вивчення фауни УАН
- Кащенко Микола Феофанович — 1919—1920

Зоологічний музей ВУАН
- Кащенко Микола Феофанович — 1920—1926
- Караваєв Володимир Опанасович — 1926—1930

Біологічний інститут ВУАН
- Омельченко Федір Захарович — 1920—1924
- Шмальгаузен Іван Іванович — 1924—1930

### Директори Інституту зоології
- Шмальгаузен Іван Іванович — 1930—1941
- Ролл Яків Володимирович — 1941—1944 (в евакуації)
- Третьяков Дмитро Костянтинович — 1944—1948
- Маркевич Олександр Прокопович — 1948—1950
- Касьяненко Володимир Григорович — 1950—1963
- Мажуга Петро Маркович — 1963—1965
- Підоплічко Іван Григорович — 1965—1973
- Топачевський Вадим Олександрович — 1973—1987
- Акімов Ігор Андрійович — 1987—2021
- Харченко Віталій Олександрович — з 2021

## Дослідження

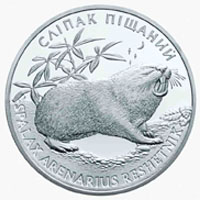
Сліпак піщаний, вперше для науки описаний співробітницею Інституту зоології Є. Г. Решетник у 1939 році, на монеті НБУ (2005)

З дня заснування Інститут зоології став провідним зоологічним центром України. Від початку одним з основних напрямків роботи установи є вивчення фауни України та, в меншій мірі, світової фауни, тобто дослідження видового складу та поширення тварин, їх систематика, вирішення таксономічних питань. Саме цей напрямок був головним у структурах, що передували Інституту зоології у попереднє десятиліття: Комітету вивчення фауни УАН (1919—1920) і Зоологічного музею ВУАН (1920—1930). За часів створення установи навіть видовий склад хребетних тварин України залишався відносно маловивченим, тож саме науковці Інституту зоології згодом зробили провідний внесок у формування сучасних знань про фауну України. Ще до німецько-радянської війни науковцями Інституту зоології були опубліковані фундаментальні монографічні праці щодо птахів (М. В. Шарлемань) і ссавців (О. О. Мигулін) України, а також окремих груп безхребетних тварин: мурашок (В. О. Караваєв), мух-бренівок (С. Я. Парамонов), шлункових оводів (С. Я. Парамонов), прісноводних паразитичних веслоногих ракоподібних (О. П. Маркевич) та їздців-браконід (М. А. Теленга). Згодом науковцями установи були опубліковані фундаментальні узагальнюючі праці щодо всіх груп хребетних тварин України, а також багатьох груп комах, кліщів, ракоподібних, молюсків, гельмінтів, найпростіших тощо. Ці дослідження публікувалися у вигляді монографій в серії «Фауна України» (видається Інститутом зоології з 1956 року, на 2022 рік видано 76 книг), в серіях монографій інших країн, окремих монографіях і серіях наукових статей. Такі праці формують та узагальнюють знання щодо окремих груп тварин України, що стає основою для роботи з цими тваринами для ширшого кола різноманітних фахівців і зокрема є базисом для охорони біорізноманіття та для боротьби зі шкідниками, паразитами й переносниками захворювань, а також дає можливість вивчати подальші зміни фауни. Фауністичні та таксономічні дослідження науковців установи переважно супроводжуються вивченням деяких аспектів екології та еволюції видів, зоогеографічним аналізом, а в сучасних дослідженнях — часто застосуванням молекулярно-філогенетичних методів. В Інституті зоології сформувалися та продовжують працювати потужні наукові школи гельмінтології, ентомології, акарології, орнітології та теріології, працюють фахівці у галузях герпетології, іхтіології, малакології, карцинології, арахнології, протистології тощо. Щороку фахівці установи описують десятки невідомих раніше видів тварин з усього світу, переважно сучасних, але також і викопних. Зокрема протягом 2006—2024 років науковцями Інституту зоології було описано 1143 нових для науки види комах, гельмінтів, кліщів, молюсків, колембол, ракоподібних, коловерток, найпростіших і навіть викопних китів, а також й інших організмів.
Ще одним напрямком, що був одним з головних в Інституті зоології від моменту його створення до сьогодення, є еволюційна морфологія. Відділ механіки розвитку під керівництвом І. І. Шмальгаузена вперше сформулював закон параболічного росту, який дозволив вивчати закономірності індивідуального розвитку та росту тварин. Ці дослідження лягли в основу широко відомої монографії «Организм как целое в индивидуальном и историческом развитии» (1938). Також І. І. Шмальгаузен працюючи в Інституті зоології розробив теорію стабілізуючого добору, перша велика стаття про що була опубліковано ним в 1941 році, «Стабилизирующий отбор и его место среди факторов эволюции», а велике широко відоме монографічне узагальнення «Факторы эволюции. Теория стабилизирующего отбора», яке було згодом перекладено англійською мовою, побачило світ після війни у 1946 році. Ця праця, започаткована в Інституті зоології, стала ключовою у формуванні сучасної синтетичної теорії еволюції. Дослідження з еволюційної та функціональної морфології продовжувалися в Інституті зоології в подальший радянський період (В. Г. Касьяненко, Б. Г. Новиков, П. М. Мажуга, С. Ф. Манзій, Г. Б. Агарков, М. Ф. Ковтун та інші) та продовжуються в сучасній Україні (І. І. Дзеверін, П. Є. Гольдін та інші).
Протягом 1934—1963 років (з перервою у 1948—1957) в Інституті зоології існував відділ генетики, який на той час був одним з головних центрів генетичних досліджень в Україні. З моменту створення відділ очолював академік І. Й. Агол, який став жертвою сталінських репресій, був репресований і страчений під час «великого терору» у 1937 році. Після цього очолити відділ був запрошений С. М. Гершензон, у подальшому видатний вчений, що двічі протягом кар'єри отримував результати, за які був близький до отримання Нобелівської премії. Перше з цих відкриттів, щодо мутагенної дії тимусної ДНК у дрозофіли, було виконано у Інституті зоології ще до 1941 року, попередня стаття «Вызывание направленных мутаций у Drosophila melanogaster» була опублікована 1939 року, проте через війну і лисенківщину основні результати були опубліковані С. М. Гершензоном лише у 1948 році, разом зі співробітниками відділу М. Д. Тарнавським, П. О. Сітьком та іншими. За схожі дослідження Герман Мюллер (США) отримав Нобелівську премію 1946 року. Натомість С. М. Гершензон, замість отримання визнання у СРСР, за ці результати переслідувався радянською владою.
З моменту створення в Інституті зоології проводяться паразитологічні дослідження, у результаті розвитку яких в 1937 році було створено відділ паразитології на чолі з О. П. Маркевичем, що заснував потужну наукову школу паразитологів. На початковому етапі основним напрямком досліджень відділу були паразити прісноводних риб, у 1940 році О. П. Маркевич опублікував монографію «Хвороби прісноводних риб», згодом цей напрямок набув подальшого розвитку і продовжується в роботі сучасного відділу паразитології. У 1940-1960-х роках значним напрямком роботи відділу було вивчення кровосисних членистоногих (кліщів, вошей, бліх, ґедзів тощо) і заходів боротьби з ними, результати цієї роботи були підсумовані у монографії виданій 1964 року. Значного розвитку у відділі набуло вивчення гельмінтів (нематод, цестод, трематод, акантоцефал) усіх хребетних тварин, перш за все свійських і мисливських, а також їх життєвих циклів і проміжних хазяїв, заходів боротьби з ними. У незалежній Україні, серед багатьох напрямків роботи відділу паразитології, особливо помітними є вивчення біології гельмінтів птахів (В. В. Корнюшин, Л. О. Смогоржевська, Н. І. Іскова, О. І. Лісіцина та інші), гельмінтів амфібій і рептилій (В. П. Шарпило, Ю. І. Кузьмін та інші), гельмінтів коневих, перш за все свійського коня, і заходів боротьби з ними (Г. М. Двойнос, В. О. Харченко, Т. А. Кузьміна та інші), а з 2010-х — також гельмінтів морських ссавців і риб (Т. А. Кузьміна, О. І. Лісіцина, Ю. І. Кузьмін та інші).
На початковому етапі діяльності Інституту зоології одним з його найбільших дослідницьких напрямків була екологія комах, переважно у контексті боротьби зі шкідниками (О. Г. Лебедєв, О. О. Любищев, Є. В. Звєрезомб-Зубовський, В. П. Поспєлов, З. С. Голов'янко, Д. Ф. Руднєв, М. А. Теленга та інші). У 1946 році, на базі трьох відділів Інституту зоології, було створено Інститут ентомології і фітопатології АН УРСР (зараз Інститут захисту рослин НААН), до якого перейшла більшість науковців Інституту зоології, що займалася відповідними дослідженнями. Однак цей напрямок швидко відродився в ентомологічних відділах установи та продовжує діяти. Зокрема з 1950-х років в Інституті зоології приділялася значна увага питанням вивчення шкідливих попелиць (В. О. Мамонтова) та трав'яних клопів (В. Г. Пучков), а також й інших комах. Серед праць установи, присвячених вивченню шкідливих комах, особливо помітним був тритомний довідник «Вредители сельскохозяйственных культур и лесных насаждений», опублікований у Києві протягом 1973—1975 років, серед авторів якого було багато науковців Інституту зоології (В. О. Мамонтова, В. Г. Пучков, В. М. Єрмоленко, В. М. Логвиненко, Є. М. Терезникова, В. Г. Долін, М. Д. Зерова, Ю. О. Костюк, З. С. Гершензон та інші). За цю працю частина авторів, зокрема В. О. Мамонтова, В. Г. Долін і Ю. О. Костюк, отримали Державну премію України в галузі науки і техніки. Згодом, у 1987—1989 роках, було опубліковано друге розширене видання цього довідника. Дослідження з захисту рослин від комах продовжуються в Інституті зоології і в сучасній Україні. Зокрема з 1986 року суттєвим напрямком у роботі установи є дослідження основ застосування біологічного методу контролю шкідників з використанням комах-ентомофагів, переважно їздців (М. Д. Зерова, О. В. Гумовський, В. М. Фурсов, С. В. Кононова, В. Г. Толканіц, А. Г. Котенко та інші).
Значним напрямком роботи установи, що у 1968 році виокремився в окрему лабораторію і згодом відділ на чолі з І. А. Акімовим, є акарологічні дослідження в контексті вивчення біології практично важливих груп кліщів (переносників, паразитів, шкідників, хижаків, здатних контролювати чисельність шкідників). Зокрема в установі проводилося і проводиться чимало досліджень щодо біології гамазових кліщів-переносників туляремії (Г. Й. Щербак, І. А. Акімов та інші); борошняних кліщів-шкідників зерносховищ (І. А. Акімов та інші); кліща варроа, збудника варроозу бджіл (Л. М. Залозна, І. А. Акімов та інші); хижих кліщів-фітосеїд і основ їх використання для контролю шкідників (Л. О. Колодочка, І. А. Акімов та інші); павутинних кліщів-шкідників багатьох культурних рослин (О. В. Жовнерчук, І. А. Акімов); іксодових кліщів-переносників низки хвороб людини, перш за все хвороби Лайма (І. В. Небогаткін, Ю. М. Дідик, І. А. Акімов та інші) тощо.
З 1940-х років в установі проводилися дослідження щодо екології гризунів у контексті боротьби зі шкідниками господарства (П. О. Свириденко, І. Т. Сокур та інші). Згодом цей напрямок розвинувся у фундаментальні дослідження різноманітних аспектів екології, перш за все популяційної, гризунів (І. Г. Ємельянов, В. А. Гайченко, С. І. Золотухіна, В. М. Пєсков, І. О. Синявська та інші), а також й інших хребетних тварин (Т. І. Котенко, Н. С. Атамась, О. В. Годлевська та інші).
З першої половини 1960-х до 2013 року в Інституті зоології діяв потужний експериментальний напрямок, що поєднував дослідження з етології, фізіології та функціональної морфології комах. Засновниками цього напрямку були Л. І. Францевич, що вивчав фізіологію зору комах, та І. О. Левченко, що вивчав сигнальні танці бджіл. Зокрема Л. І. Францевич досліджував як комахи орієнтуються за зірками і у 1977 році, разом з іншими співробітниками своєї лабораторії, опублікував статтю щодо астроорієнтації жуків-гнойовиків у «Journal of Comparative Physiology». Також Л. І. Францевич опублікував фундаментальні монографії «Зрительный анализ пространства у насекомых» (1980) та «Пространственная ориентация животных» (1986), за які був нагороджений Державною премією. Значного розвитку набуло і вивчення поведінки та соціобіології бджіл (І. О. Левченко, Л. І. Боднарчук, В. Г. Радченко та інші), а також функціональної морфології комах, зокрема у контексті біоніки (С. М. Горб, Л. І. Францевич).
З 1963 року в Інституті зоології проводяться гістологічні та цитологічні дослідження, які очолював П. М. Мажуга та згодом Н. В. Родіонова. Зокрема, в рамках міжнародного співробітництва, проводилися деякі дослідження в галузі космічної біології, щодо впливу мікрогравітації на тканини та клітини тварин (Н. В. Родіонова та інші).
Після Чорнобильської катастрофи значна частина співробітників Інституту зоології бере участь в дослідженні наслідків дії радіоактивного забруднення на тваринний світ (Л. І. Францевич, В. І. Крижанівський, В. А. Гайченко, В. М. Стовбчатий, В. Г. Долін та інші). За ці дослідження Л. І. Францевич, разом з вченими з інших установ, отримав у 2004 році Державну премію України в галузі науки і техніки.
Інститут зоології є провідною установою в галузі охорони тваринного світу України. Одним з основних напрямків роботи установи з 1991 року є дослідження стану популяцій тварин і його моніторинг. Вчені Інституту координували роботу над створенням зоологічних частин усіх видань Червоної книги України (1980, 1994, 2009) та були авторами більшості видових нарисів тварин у цих виданнях. З цією метою в Інституті був створений і продовжує доповнюватися електронний Державний кадастр тваринного світу, що включає дані про усі відомі в Україні місцезнаходження тварин з Червоної книги України. Також науковці установи беруть активну участь у створенні наукових засад і формуванні природоохоронної мережі об'єктів природно-заповідного фонду України.
Історично в установі проводилися масштабні дослідження з палеонтології хребетних тварин, переважно ссавців, з 1935 року сформувалася потужна палеозоологічна школа, заснована академіком І. Г. Підоплічком (В. О. Топачевський, В. І. Бібікова, О. Л. Короткевич, О. Ф. Скорик, Н. Г. Білан, Л. І. Рековець, В. А. Несін та інші). Палеозоологи Інституту опікувалися Палеонтологічним музеєм і після реорганізації Національного науково-природничого музею НАН України у 1996 році були переведені до цієї установи. Однак і відтоді деякі дослідження викопних хребетних тварин продовжуються в Інституті зоології, перш за все у відділі еволюційної морфології (П. Є. Гольдін, Л. В. Попова та інші). Зокрема П. Є. Гольдін у 2016 і 2018 роках описав два нових для науки види викопних міоценових китів, з Криму і Молдови, які були описані також у нових родах, Mithridatocetus Gol'din & Startsev, 2016 та Ciuciulea Gol'din, 2018.

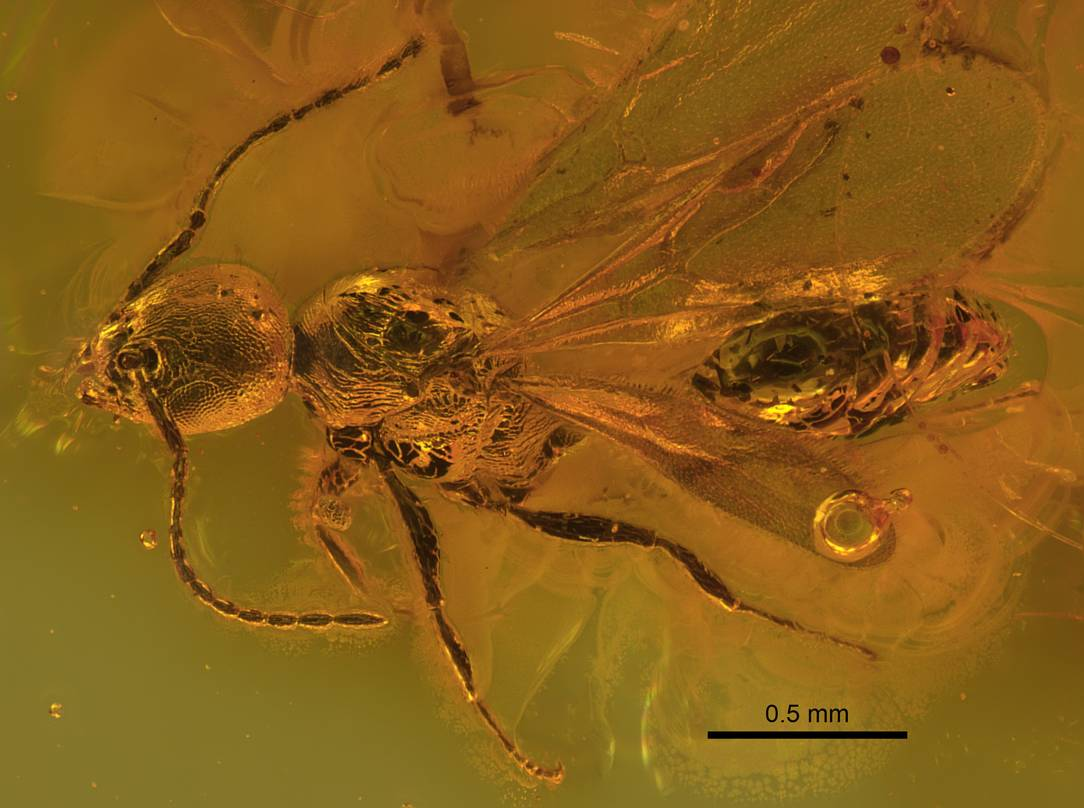
Викопна мурашка Eocenomyrma ukrainica Radchenko & Dlussky, 2016 в рівненському бурштині (еоцен), описана вперше для науки співробітником Інституту О. Г. Радченком у співавторстві з

З 2000 року, відколи Національна академія наук України придбала в підприємства «Укрбурштин» велику колекцію рівненського бурштину з інклюзами комах й інших організмів, помітним напрямком досліджень науковців Інституту зоології є вивчення викопного біорізноманіття в бурштинах (окрім рівненського також балтійського, бірманського, домініканського тощо), в результаті чого було опубліковано понад 300 наукових статей, в яких зокрема описано велику кількість нових для науки викопних видів (Є. Е. Перковський, О. Г. Радченко, О. В. Гумовський, С. А. Сімутнік, В. Ю. Назаренко, В. К. Односум, В. Г. Толканіц, К. В. Мартинова та інші). Прикладом таких досліджень є стаття 2020 року про ос-склерогіббід крейдового періоду з бірманського (М'янма), тьосійського (Японія) та шарантського (Франція) бурштинів, двома першими авторами у співавторському колективі якої є співробітники Інституту зоології Є. Е. Перковський і К. В. Мартинова. У цьому дослідженні, окрім опису 7 нових видів 4 нових родів, показано як у ході еволюції відбулася повна втрата крил у самиць склерогіббід і змінилася будова їх шиї від крейдового періоду до сучасності: внаслідок пристосування до будови шовкових галерей (гнізд) інших комах, ембій, паразитоїдами яких є склерогіббіди, і які в ході еволюції також змінювали будову своїх шовкових галерей для захисту від склерогіббід.
В установі проводяться деякі дослідження з біоспелеології, зокрема дослідники Інституту брали участь у створенні довідника «Фауна печер України» (2004). Серед науковців установи найбільшу увагу біоспелеологічним дослідженням приділяє Р. С. Варгович, що зокрема описав близько 20 нових для науки видів печерних колембол з Карпат, Кримських гір і Кавказу. Одним з цих видів є Troglaphorura gladiator Vargovitsh, 2019, що має надзвичайно своєрідну трогломорфну будову, пристосовану до ходіння поверхнею води глибоко під землею, описана 2019 року з глибини близько 1200 метрів у печері Снігова (Грузія), однієї з найглибших у світі.
Науковці Інституту зоології беруть участь в антарктичних дослідженнях, переважно на базі української станції «Академік Вернадський», як в якості учасників експедицій, так і обробляючи матеріали зібрані дослідниками інших установ. Безпосередніми представниками Інституту зоології в антарктичних експедиціях (працювали в установі на час експедиції) були О. О. Салганський (ХVІ та ХІХ українські антарктичні експедиції, 2011—2012 і 2014—2015 роки), В. М. Смаголь (ХVІI та ХХІІ, 2012—2013 і 2017—2018 роки) та С. В. Давиденко (ХXIX, 2024—2025 роки). Також учасниками українських антарктичних експедицій були колишні співробітники та аспіранти Інституту зоології О. М. Пекло (III, 1998—1999 роки), М. І. Головушкін (VI, 2001—2002 роки), Л. Г. Маніло (IX, 2004—2005 роки) та О. В. Савенко (XXIV та XXVI, 2019—2020 і 2021—2022 роки). Серед інших досліджень, у 2015 році було опубліковано велику статтю про бделоїдних коловерток Антарктиди з описом 12 нових для науки видів цієї групи тварин, переважно на основі особин виділених зі зразків антарктичних мохів, першим і основним автором якої була співробітниця Інституту зоології Н. С. Яковенко. У 2020 році С. В. Давиденко та П. Є. Гольдін опублікували статтю з аналізом викопних решток дрібного еоценового кита з Антарктики. Паразитологи Інституту зоології з 2020 року опублікували низку статей щодо гельмінтів риб Антарктики (Т. А. Кузьміна, О. І. Лісіцина, Ю. І. Кузьмін, Я. І. Сирота та інші).
Згідно з офіційним сайтом Інституту зоології, основними напрямами роботи установи станом на 2024 рік є такі:
- Вивчення фауни, еволюційно-морфологічних основ філогенії та систематики тваринного світу України
- Розробка наукових основ охорони і раціонального використання ресурсів тваринного світу, проведення його моніторингу в умовах впливу антропогенних факторів
- Розробка зоологічних основ захисту і підвищення продуктивності рослин і тварин

## Наукові колекції

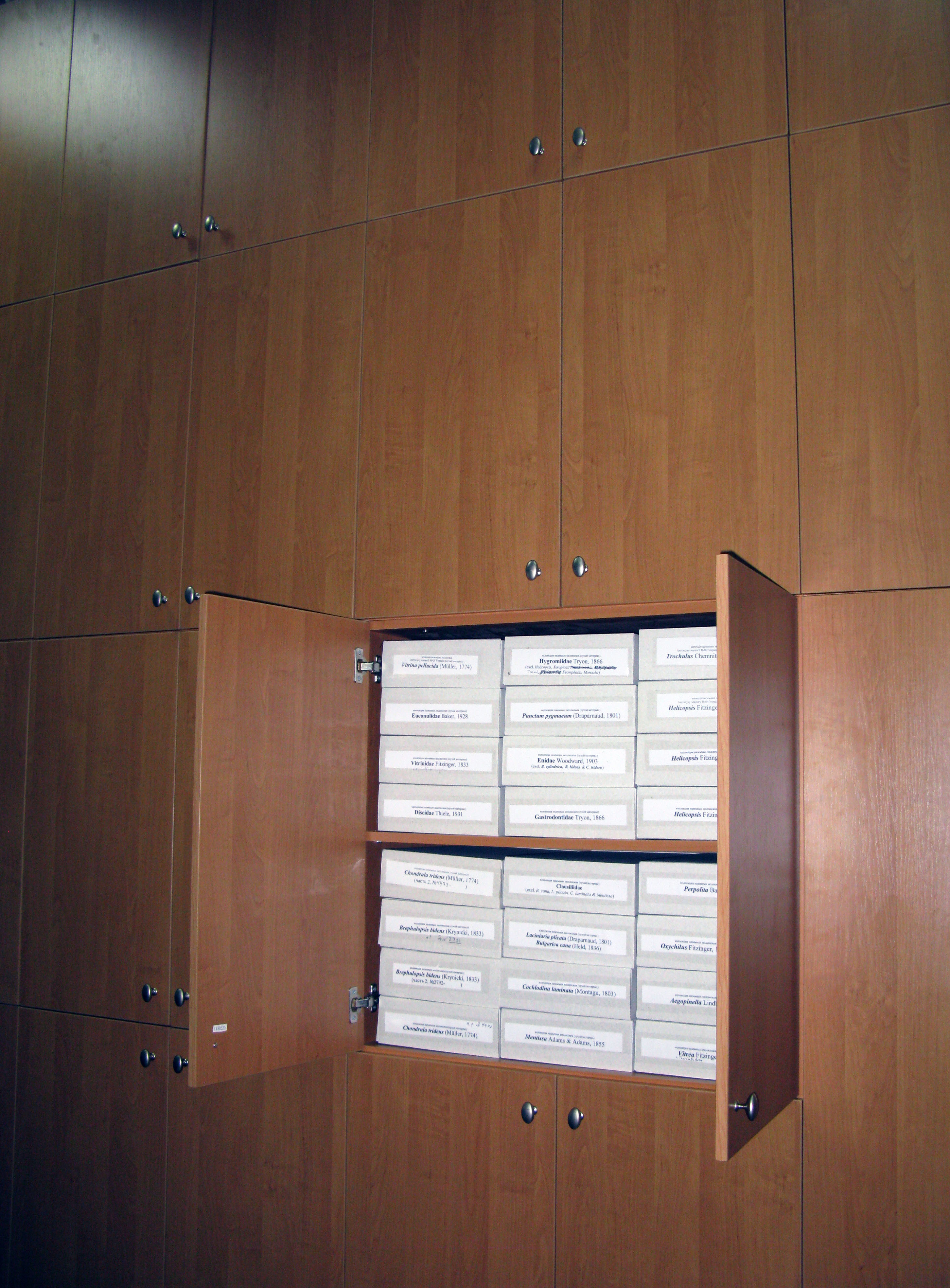
Шафи з фондовими колекціями наземних молюсків Інституту зоології

Протягом існування Інституту зоології його співробітниками були зібрані унікальні колекції тварин з усього світу (переважно безхребетних), що є основою і для багатьох сучасних досліджень в установі. Ці наукові колекції включені до Державного реєстру об'єктів, що становлять національне надбання. Колекція Інституту складається з 328 окремих колекцій і включає понад 6 мільйонів одиниць зберігання, що представляють близько 50 тисяч видів світової фауни. У колекції Інституту зоології зберігаються типові екземпляри майже 4200 видів, зокрема для понад 1600 з них — голотипи.
Особливе місце серед колекцій установи займає унікальна в світовому масштабі колекція мурашок (Formicidae), що була заснована В. О. Караваєвим (1864—1939) і продовжує доповнюватися О. Г. Радченком, включає наразі представників понад 4700 видів з усього світу, зокрема типові екземпляри понад 750 видів і підвидів. Ця колекція стала основною для кількох великих монографічних узагальнень протягом великого відрізку часу: «Фауна родини Formicidae (мурашки) України» (1934, 1936), «The ants (Hymenoptera, Formicidae) of Poland» (2002), «Monographic revision of the ants (Hymenoptera, Formicidae) of North Korea» (2005), «Myrmica ants (Hymenoptera: Formicidae) of the Old World» (2010), «The ants of Poland with reference to the myrmecofauna of Europe» (2012) та «Муравьи (Hymenoptera, Formicidae) Украины» (2016).
Також унікальною є колекція членистоногих у рівненському бурштині, що була започаткована в Інституті в 2000 році, коли на гроші НАН України значна кількість інклюзій була придбана у підприємства «Укрбурштин». Колекція складає 4043 зразки бурштину, в яких є близько 13 тисяч екземплярів членистоногих і рослин, що жили в еоцені на території сучасної України. З цієї колекції було описано понад 150 нових для науки видів і, відповідно, вона включає їх типові екземпляри. Куратором колекції є Є. Е. Перковський.

## Структура та кадри

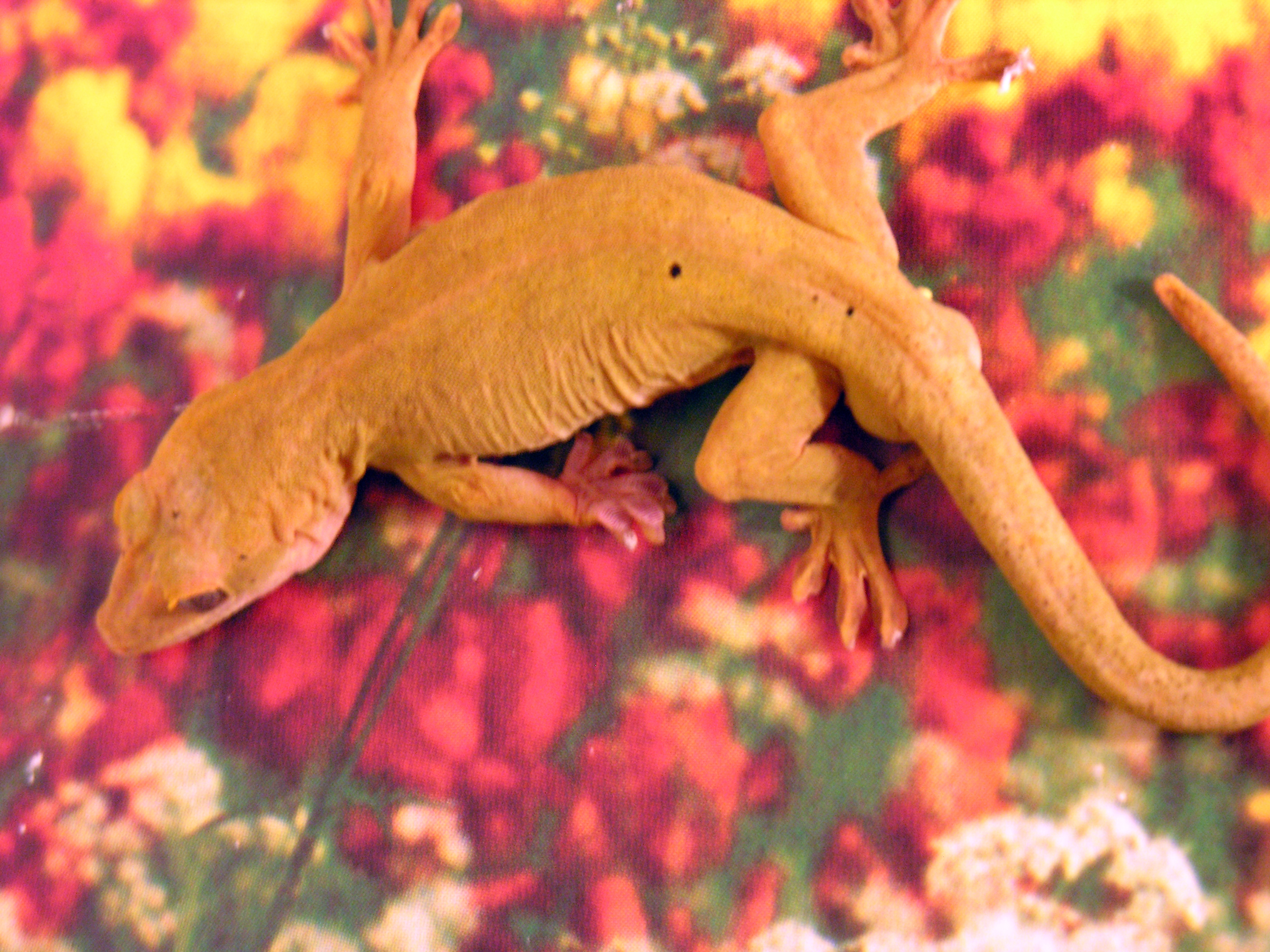
Золотистий гекон Gekko badenii Szczerbak & Nekrasova, 1994 з В'єтнаму, описаний вперше для науки співробітниками Інституту М. М. Щербаком та О. Д. Некрасовою

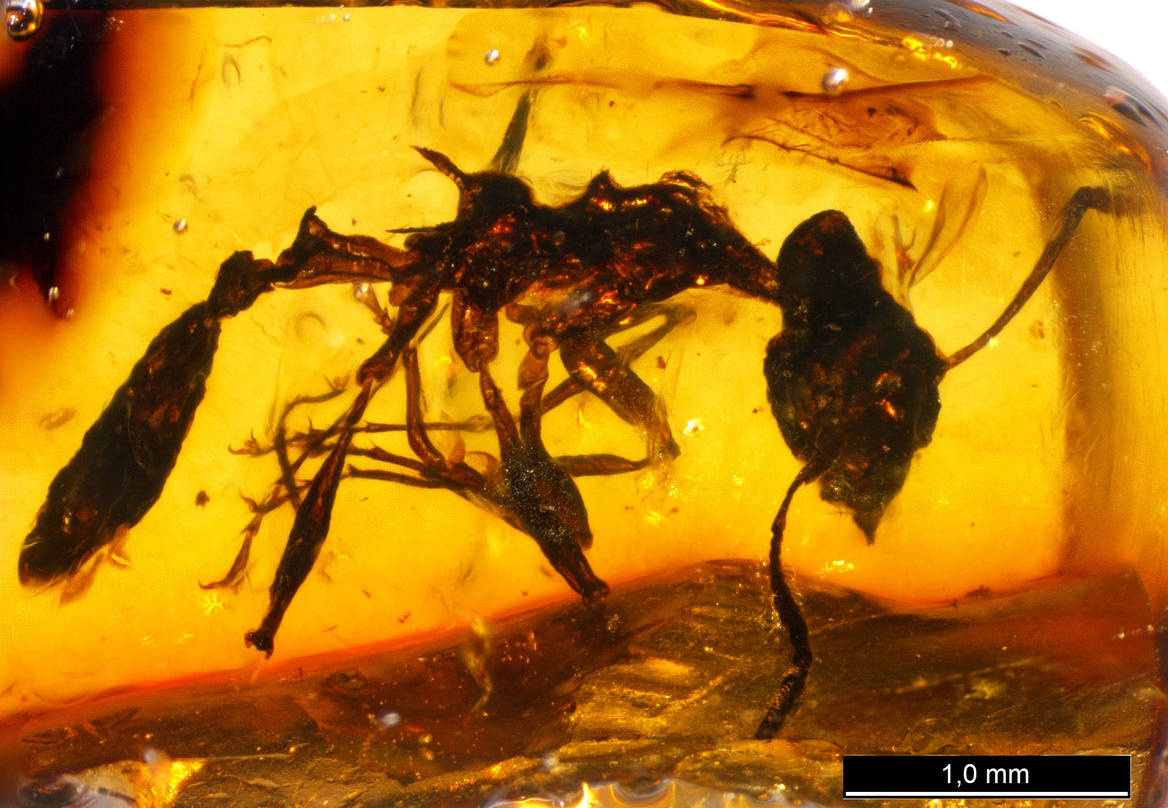
Викопна мурашка ' Radchenko & Perkovsky, 2016 в таймирському бурштині (крейдовий період), описана вперше для науки співробітниками Інституту О. Г. Радченком та Є. Е. Перковським

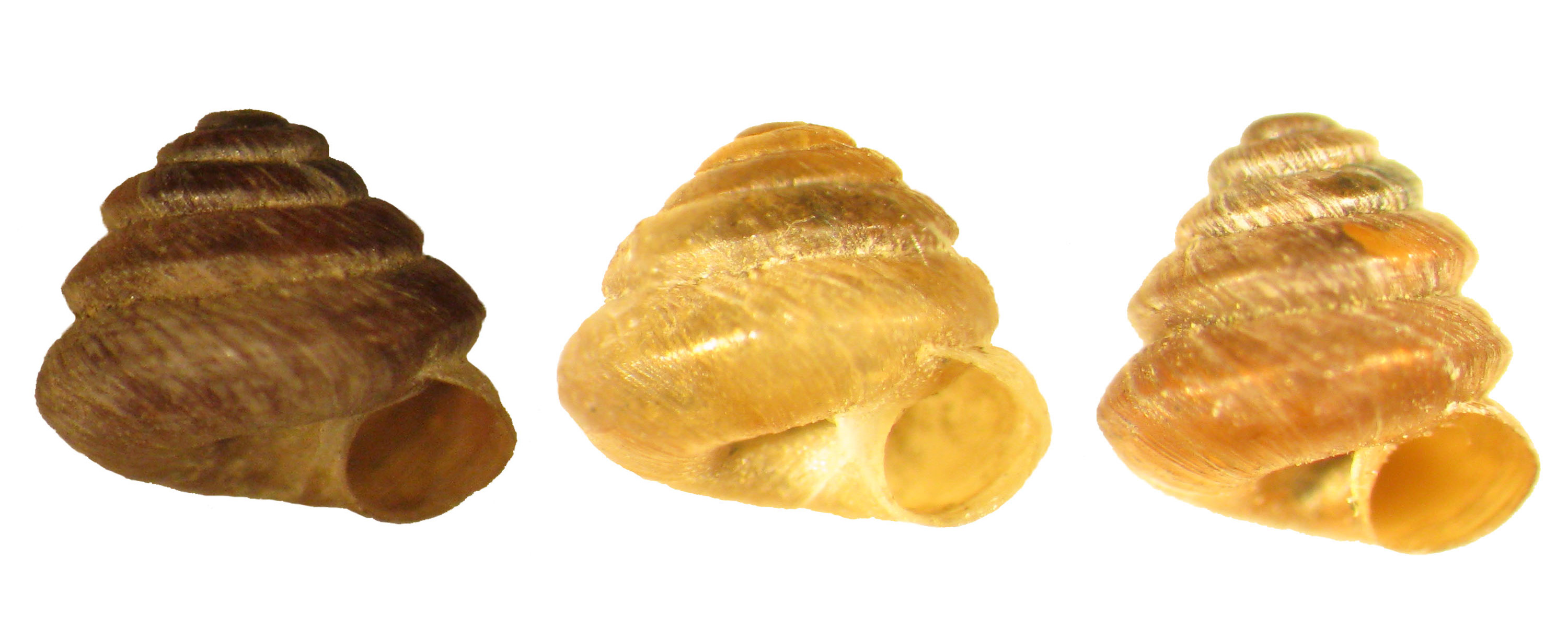
Наземний равлик ' Schileyko & Balashov, 2012 з Гімалаїв, описаний вперше для науки співробітником Інституту І. О. Балашовим у співавторстві

Інститут зоології ім. І. І. Шмальгаузена підпорядкований Відділенню загальної біології НАН України.

### Основні структурні підрозділи
- Відділ паразитології
- Відділ акарології
- Відділ ентомології та наукових фондових колекцій
  - Лабораторія наукових фондових колекцій
- Відділ систематики ентомофагів та екологічних основ біометоду
- Відділ фауни та систематики безхребетних
- Відділ еволюційної морфології
  - Лабораторія біології розвитку
- Відділ еволюційно-генетичних основ систематики
- Відділ моніторингу та охорони тваринного світу
  - Лабораторія популяційної екології
  - Лабораторія моніторингу Азово-Чорноморських водно-болотних угідь міжвідомчої Азово-Чорноморської орнітологічної станції (м. Мелітополь)
- Відділ фауни та систематики хребетних
  - Український центр кільцювання птахів
  - Лабораторія орнітології Півдня України міжвідомчої Азово-Чорноморської орнітологічної станції (м. Мелітополь)
- Координаційний центр CITES
- Науково-експериментальна пасіка
- Науково-інформаційний відділ
  - Наукова бібліотека, що нараховує понад 170 тисяч примірників профільної літератури
  - Редакція наукового журналу «Вестник зоологии»

### Штат
Згідно відкритих звітів установи за 2008—2024 роки, з 2004 року загальна кількість працівників установи не перевищувала 248, у 2016 році скоротилася до 205 співробітників і на кінець 2024 року складала 164 (не рахуючи працюючих за сумісництвом).
У 2000-х роках кількість науковців Інституту зоології перевищувала 150 у деякі роки, в установі одночасно працювало до 22 докторів наук та до 88 кандидатів наук, зокрема два академіки НАН України (В. І. Монченко, В. Г. Радченко) і три члени-кореспонденти НАН України (І. А. Акімов, І. Г. Ємельянов, Л. І. Францевич). Проте в подальшому, особливо за скорочення фінансування у 2014—2015 роках, кількість наукових працівників суттєво скоротилася і на кінець 2016 року в Інституті зоології працювало 125 науковців (близько 60 % загального штату), а на кінець 2024 вже 116 (71 % від штату), серед них:
- два члени-кореспонденти НАН України (В. О. Корнєєв, О. В. Гумовський)
- 17 докторів біологічних наук
- 70 кандидатів біологічних наук і докторів філософії

Станом на 2024 рік середній вік наукових працівників установи складає 54 роки, докторів наук (не рахуючи членів-кореспондетнів) — 66,6 років.

### Спеціалізована вчена рада
При Інституті діє спеціалізована вчена рада з присудження наукового ступеня доктора наук за спеціальностями 03-00-08 «Зоологія», 03-00-24 «Ентомологія», 03-00-25 «Паразитологія, гельмінтологія» (переатестована 10.10.2022) і з 2022 року регулярно збираються разові вчені ради з присудження наукового ступеня доктора філософії.

### Аспірантура та докторантура
З моменту створення в Інституті зоології діє аспірантура, установа здійснює підготовку наукових і науково-педагогічних кадрів за спеціальностями «зоологія», «ентомологія», «паразитологія». З 2016 року, після відповідних законодавчих змін, установа має акредитацію здійснювати підготовку докторів філософії (PhD) за державним замовленням та на контрактній основі. Також діє докторантура з підготовки докторів наук.

## Наукові товариства
- Українське наукове товариство паразитологів — діє з 1945 року, президент Харченко Віталій Олександрович (з 2021 року)[112].
- Українське ентомологічне товариство — діє з 1949 року, президент Корнєєв Валерій Олексійович (з 2023 року)[113].

## Продовжувані видання

### Історія продовжуваних видань
див. також: Український зоологічний журнал, Збірник праць Зоологічного музею

Титульна сторінка 12 випуску «Збірника праць Зоологічного музею» з надзаголовком «Науково-дослідний Інститут зоології та біології» (1933)

У 1921 і 1923 роках було опубліковано два випуски «Українського зоологічного журналу» Зоологічної секції УНТ (1921) і потім ВУАН (1923), редактором якого був Микола Шарлемань. Видання не отримало продовження, але стало першою спробою створити спеціалізоване зоологічне видання в Україні і зокрема в УАН.
З 1926 року публікувалися серії збірників праць установ-попередників Інституту зоології, що увійшли до його складу: «Збірник праць Біологічного інституту ім. Ф. Омельченко» (5 випусків) та «Збірник праць Зоологічного музею» (8 випусків), причому обидві серії видавалися під загальним надзаголовком «Українська Академія Наук. Труди фізико-математичного відділу». Виданнями опікувалися відповідно Іван Шмальгаузен і Володимир Караваєв.
«Збірник праць Біологічного інституту» видавався під старою назвою до 1932 року, не дивлячись на те, що установа ввійшла до складу новоствореного Інституту зоології та біології, а з 1933 року — як «Збірник дослідів над індивідуальним розвитком тварин» з надзаголовком «Науково-дослідчий інститут Зоології та Біології при Всеукраїнській Академії Наук», всього було видано 13 випусків цього збірника до 1940 року.
«Збірник праць Зоологічного музею» після входження установи у Інститут зоології та біології публікувався з цією ж назвою і з надзаголовком «Труди природничо-технічого відділення ВУАН» (протягом 1930—1931, 9-11 випуски), потім з надзаголовками «Науково-дослідний Інститут зоології та біології» (1933, 12 випуск), «Труди Інституту зоології та біології АН УРСР» і «Труди Інституту зоології АН УРСР» (протягом 1934—1976, випуски 13-36).
До війни в закладі виходило також ще три серії збірників праць під загальними надзаголовками «Праці Інституту зоології та біології» та «Труди Інституту зоології та біології», а саме: «Збірник праць відділу екології наземних тварин» (1933—1938, 5 випусків), «Збірник праць з генетики» (1933—1941, 5 випусків) і «Збірник праць з морфології тварин» (1934—1939, 5 випусків).
Крім того, у 1937—1939 роках Інститут зоології та біології АН УРСР видав 4 випуски серії «Біологію в маси».
У 1948—1957 роках видавалася серія «Труди Інституту зоології АН УРСР», і протягом 1959—1964 — «Праці Інституту зоології АН УРСР» (загалом 20 випусків).
З 1967 року установою видається науковий журнал «Вісник зоології», після створення якого продовження усіх попередніх видань втратило актуальність.
Також з 1956 року установою видається серія монографій «Фауна України».

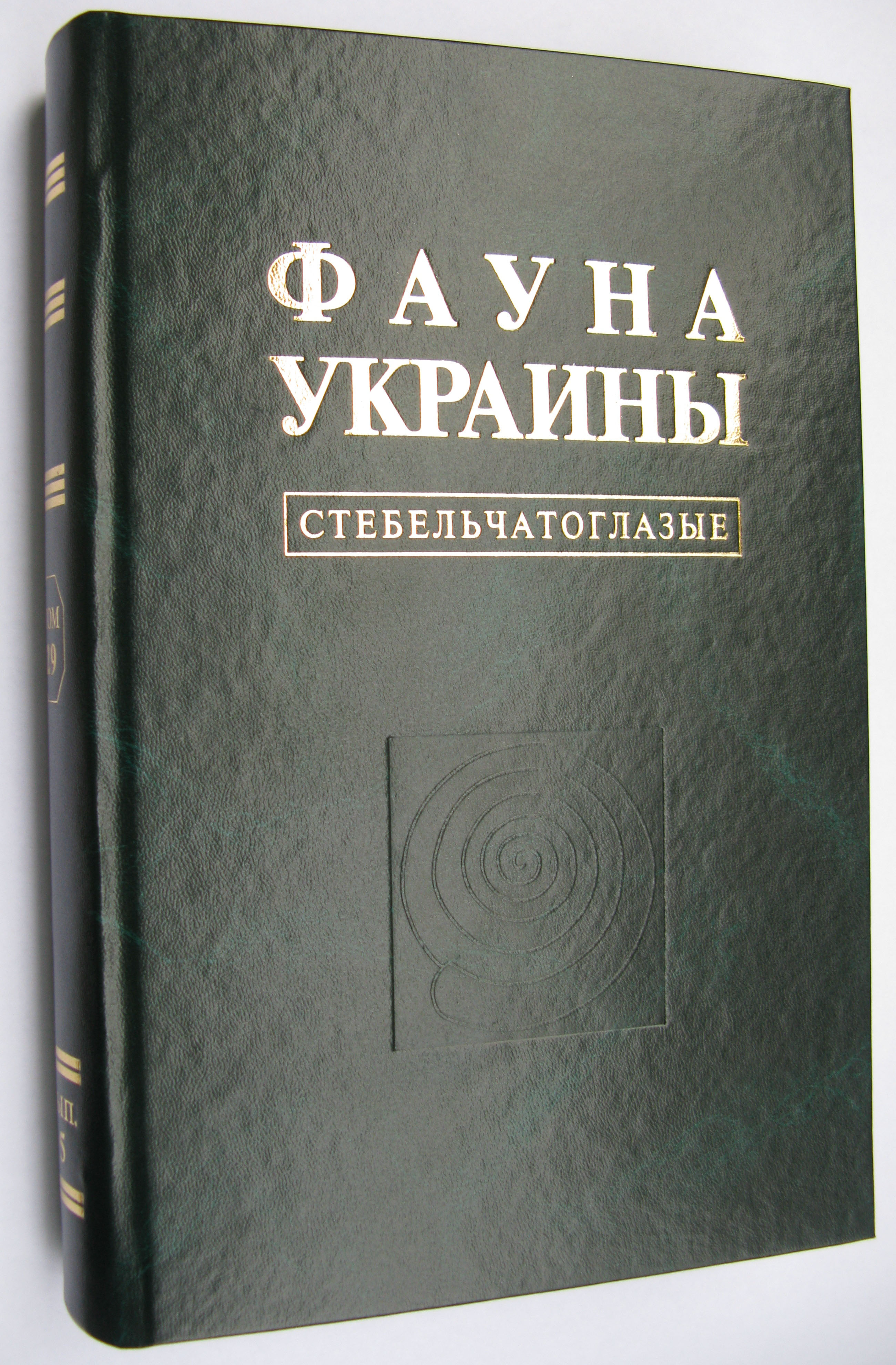
Монографія в серії «Фауна України». Том 29: Молюски. Вип. 5: Стебельчастоокі (2016)

### Довідник «Фауна України»
докладніше див.: Фауна України (довідник)
Одним із пріоритетних напрямів роботи Інституту зоології є видання монографічної 40-томної серії «Фауна України», що складається з багатьох випусків-монографій присвячених окремим систематичним групам тварин. Серія видається з 1956 року. Станом на 2022 рік видано 76 книг 74 випусків 29 томів. Найбільша кількість монографій була надрукована у період 1970—1980-х років (48). Державне фінансування серії було фактично припинено на початку 1990-х і з 1994 року нові випуски тривалий час не публікувалися. З 2004 року окремі монографії серії знову почали нерегулярно видаватися державним коштом.

### Журнал «Zoodiversity»
докладніше див.: Zoodiversity
В Інституті зоології з 1967 року видається профільний зоологічний науковий журнал, що носив назву «Вісник зоології» («Вестник зоологии», «Vestnik Zoologii»), але з початку 2020 року перейменований на «Zoodiversity». У 2010-х роках журнал повністю перейшов на англійську мову. Індексується, серед іншого, у «Scopus». Публікується 6 разів на рік.

### Інші сучасні журнали
Також в Інституті зоології видається 4 журнали регіонального значення:
- «Бранта» — орнітологічний журнал міжвідомчої Азово-Чорноморської орнітологічної станції, видається один раз на рік з 1998 року.
- «Бюлетень РОМ» — орнітологічний журнал, присвячений питанням регіонального орнітологічного моніторингу, виходить під надзоголовком «Бранта» і має спільну редакцію з попереднім журналом, видається раз на рік з 2004 року.
- «Українська ентомофауністика» — ентомологічний онлайн журнал, що публікує дослідження з фауністики та біології комах, а також статті з історії української ентомології, видається з 2010 року до 6 разів на рік, залежно від кількості отриманих статей.
- «Український ентомологічний журнал» — ентомологічний журнал Українського ентомологічного товариства, виходить двічі на рік з 2010 року, останій випуск на сайті журналу датований 2017 роком.

## Публікації

Титульна сторінка першого тому монографії «Фауна родини Formicidae (мурашки) України» В. О. Караваєва (1934)

Співробітниками Інституту зоології протягом існування закладу опубліковано багато тисяч наукових статей, понад 600 наукових монографій і довідників, а також велику кількість навчальних, довідкових і науково-популярних видань, серед яких зокрема такі широко відомі довідники, як «Біологічний словник» (1974, 1986), «Заповедники Украины и Молдавии» (1987), «Редкие и исчезающие растения и животные Украины» (1988), «Птахи фауни України» (2002), «Денні метелики України» (2005) та багато інших.
Науковці установи координували створення усіх видань зоологічної частини Червоної книги України (1980, 1994, 2009) та були авторами більшості видових нарисів тварин у цих виданнях.
Декілька співробітників Інституту зоології брали участь у створені Української радянської енциклопедії (1974—1985) (О. П. Маркевич, В. О. Топачевський, М. А. Воїнственський, А. П. Федоренко, В. О. Мамонтова, Г. Й. Щербак, А. Л. Путь та ін.), Географічної енциклопедії України (А. П. Федоренко та ін.), Енциклопедії сучасної України (з 2001) (В. І. Монченко, І. А. Акімов, В. О. Харченко та ін.) та Національного атласу України (2007) (І. А. Акімов, О. В. Гумовський, Ю. І. Кузьмін, В. І. Крижанівський, А. М. Полуда та ін.).
На час створення Інституту основними мовами публікації наукових статей зоологів закладу були українська, російська та німецька. Основні статті українською публікувалися здебільшого у збірниках праць установи (див. вище). В той же час статті, орієнтовані на світову наукову аудиторію, часто публікувалися німецькою, як в місцевих виданнях, так і в німецьких й австрійських журналах (наприклад, у «Zoologischer Anzeiger», «Wilhelm Roux’ Archiv für Entwicklungsmechanik der Organismen» тощо). В подальший радянський період статті з найкращими результатами науковців Інституту зоології публікувалися переважно у провідних російськомовних академічних журналах, перш за все, таких, як «Зоологический журнал», «Журнал общей биологии», «Экология», «Энтомологическое обозрение», «Палеонтологический журнал», «Паразитология», «Генетика». Також важливі позиції займав журнал установи «Вестник зоологии» (у 2010-х перейшов на англійську мову) та київські видання «Гидробиологический журнал», «Цитология и генетика» і «Вісник АН УРСР» (згодом «Вісник НАН України»). Однак після розпаду СРСР все більше статей співробітників закладу публікується у західних англомовних журналах.
Науковці Інституту зоології регулярно публікуються у таких провідних міжнародних виданнях, як «Zootaxa», «Systematic Parasitology», «Parasitology Research», «Veterinary Parasitology», «Acta Parasitologica», «Cretaceous Research», «Historical Biology», «Arthropod Structure & Development», мають публікації у «Nature», «Nature Communications», «Nature Ecology & Evolution», «Scientific Reports», «Communications Biology», «Current Biology», «Molecular Biology and Evolution», «Molecular Ecology», «Molecular Ecology Resources», «Molecular Phylogenetics and Evolution», «Cladistics», «Journal of Biogeography», «Global Ecology and Biogeography», «Conservation Biology», «Biological Conservation», «Journal of Applied Ecology», «Oecologia», «Oikos», «Soil Biology and Biochemistry», «Journal of Theoretical Biology», «Journal of Experimental Biology», «Journal of Experimental Zoology», «Biological Journal of the Linnean Society», «Zoological Journal of the Linnean Society», «Journal of Zoology», «Journal of Natural History», «Zoologica Scripta», «Contributions to Zoology», «Mammal Review», «Ecology and Evolution», «Evolution», «Evolutionary Biology», «Journal of Evolutionary Biology», «BMC Evolutionary Biology», «Journal of Mammalian Evolution», «Journal of Morphology», «Journal of Anatomy», «Journal of Paleontology», «Journal of Systematic Palaeontology», «Gondwana Research», «Papers in Palaeontology», «eLife», «PLOS One», «PLOS Pathogens», «PLOS Neglected Tropical Diseasess», «Emerging Infectious Diseases», «Journal of Clinical Microbiology», «Ticks and Tick-borne Diseases», «Environmental Pollution», «Journal of Environmental Quality», «Advances in Space Research», «Hydrobiologia», «Marine Biology», «Marine Mammal Science», «Journal of Fish Diseases», «International Journal for Parasitology», «Journal of Parasitology», «Parasitology», «Systematic Entomology», «Zoology», «ZooKeys», «Polar Biology», «Fossil Record», «Geobios», «Journal of Ornithology», «Journal of Conchology», «Archiv für Molluskenkunde» та багатьох інших рейтингових журналах.

## Наукометричні показники

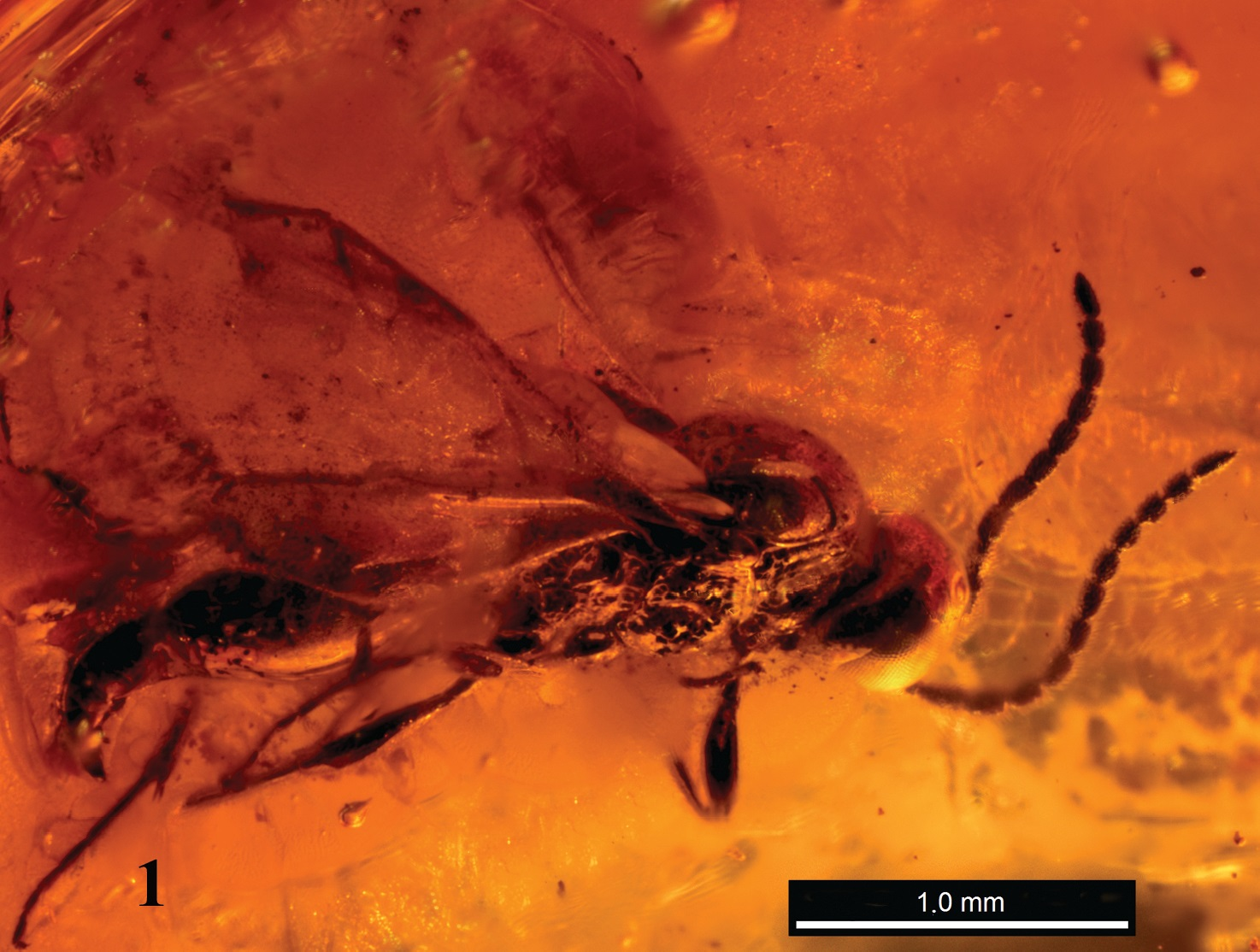
Викопна оса Disogmus rasnitsyni Kolyada & Perkovsky, 2011 в рівненському бурштині (еоцен), описана вперше для науки співробітником Інституту Є. Е. Перковським у співавторстві

У наукометричній базі даних Google Scholar, згідно загального профілю установи з основними публікаціями закладу, на кінець 2024 року індекс Гірша Інституту зоології складає 106 (понад 66 тисяч цитувань). На сайті «Бібліометрика української науки» у «Рейтингу університетів і науково-дослідних інститутів» за цими показниками Інститут зоології займає 19-е місце в Україні (дані оновлено у листопаді 2022 року).
Найвищі показники у Google Scholar серед поточних співробітників Інституту зоології (станом на 26.12.2024) мають: Є. Е. Перковський (індекс Гірша 35, 6449 цитувань), О. Г. Радченко (індекс Гірша 28, 3944 цитувань) та Л. С. Свєтлічний (індекс Гірша 25, 1791 цитувань).
У наукометричній базі даних Scopus у профілі Інституту зоології станом на кінець 2024 року знаходиться 1941 публікація та 255 авторів (поточні та колишні співробітники та аспіранти). Загальний індекс Гірша для цих публікацій складає 56 (56 публікацій з щонайменше 56 цитуваннями), 565 публікацій має щонайменше 10 цитувань. Інститут зоології займає 34-те місце в «Рейтингу освітніх і науково-дослідних установ України за показником h-index в системі Scopus» на сайті «Бібліометрика української науки» (дані оновлено в листопаді 2024 року).
Найвищі показники у Scopus серед поточних співробітників Інституту зоології (станом на 26.12.2024) мають: Є. Е. Перковський (індекс Гірша 29, 3928 цитувань, 320 документів), Т. А. Кузьміна (індекс Гірша 18, 1157 цитувань, 94 документи), Л. С. Свєтлічний (індекс Гірша 18, 785 цитувань, 49 документів), О. Г. Радченко (індекс Гірша 17, 1022 цитування, 97 документів) та В. О. Харченко (індекс Гірша 17, 990 цитувань, 57 документів). Серед колишніх співробітників Інституту зоології найвищі показники у Scopus мають С. М. Горб (індекс Гірша 79, 27569 цитувань, 867 документів; афіліація в Інституті зоології у Scopus протягом 1993—2008 років) і В. В. Ткач (індекс Гірша 33, 6027 цитувань, 249 документів; афіліація в Інституті зоології у Scopus протягом 1991—2012 років).
Трьома найцитованішими публікаціями установи у Scopus станом на кінець 2024 року є: стаття В. В. Ткача 2003 року у співавторстві про філогенію гельмінтів класу Digenea «Phylogeny and classification of the Digenea (Platyhelminthes: Trematoda)» (873 цитування); стаття О. В. Годлевської 2013 року у співавторстві про коронавіруси кажанів і людини «Human betacoronavirus 2c EMC/2012-related viruses in bats, Ghana and Europe» (294 цитування); і стаття О. В. Гумовського 2013 року у спрівавторстві про філогенію їздців надродини Chalcidoidea «A phylogenetic analysis of the megadiverse Chalcidoidea (Hymenoptera)» (236 цитувань).

## Відомі співробітники

### Поточні (2025)
Директор
- Харченко Віталій Олександрович

Члени-кореспонденти НАН України
| - Аністратенко Віталій Вячеславович - Гумовський Олексій Васильович | - Корнєєв Валерій Олексійович |

Інші
| - Андрющенко Юрій Олексійович - Атамась Наталія Сергіївна - Балашов Ігор Олександрович - Варгович Роберт Стефанович - Василюк Олексій Володимирович - Гершензон Злата Сергіївна - Гольдін Павло Євгенович - Дзеверін Ігор Ігорович - Колодочка Леонід Олександрович - Корнюшин Вадим Васильович - Кузьмін Юрій Ігорович | - Кузьміна Тетяна Анатоліївна - Лісіцина Ольга Іванівна - Назаренко Віталій Юрійович - Перковський Євген Едуардович - Полуда Анатолій Михайлович - Радченко Олександр Григорович - Свєтлічний Леонід Стович - Фесенко Геннадій Васильович - Фурсов Віктор Миколайович - Чернєй Любов Сергіївна - Черничко Йосип Іванович |

### Колишні
Академіки НАН України та національних академій інших країн
| - Горб Станіслав Миколайович - Ємельянов Ігор Георгійович | - Радченко Володимир Григорович |

Інші
| - Андреєва Римма Василівна - Байдашніков Олександр Олексійович - Балан Павло Георгійович - Габер Микола Олександрович - Гайченко Віталій Андрійович - Довгаль Ігор Васильович - Доценко Ірина Борисівна - Загороднюк Ігор Володимирович - Землянських Ігор Іванович - Лисенко Валерій Іванович | - Несін Валентин Антонович - Пилипчук Олег Ярославович - Рековець Леонід Іванович - Рогатко Інна Володимирівна - Сігарьова Діна Дмитрівна - Смірнов Альберт Іванович - Ткач Василь Володимирович - Толканіц Валентина Гнатівна - Філіпчук Неоніла Степанівна |

### Померлі
Академіки НАН України (ВУАН, АН УРСР) та національних академій інших країн
| - Агол Ізраїль Йосипович - Буланкін Іван Миколайович (у філії до 1933) - Гершензон Сергій Михайлович - Гребень Леонід Кіндратович (у 1949—1950) - Добржанський Теодосій Григорович (в Зоомузеї до 1923) - Дроботько Віктор Григорович (в евакуації) - Касьяненко Володимир Григорович - Кащенко Микола Феофанович (в Зоомузеї до 1926) - Маркевич Олександр Прокопович | - Монченко Владислав Іванович - Омельченко Федір Захарович (в БІ ВУАН до 1924) - Підоплічко Іван Григорович - Поспєлов Володимир Петрович - Свириденко Павло Олексійович - Топачевський Вадим Олександрович - Третьяков Дмитро Костянтинович - Чеботарьов Роман Семенович - Шмальгаузен Іван Іванович |

Члени-кореспонденти НАН України (АН УРСР) та АН СРСР
| - Акімов Ігор Андрійович - Білай Віра Йосипівна (в евакуації) - Долін Володимир Гдаліч - Звєрезомб-Зубовський Євген Васильович - Мовчан Василь Архипович - Нагорний Олександр Васильович (у філії до 1933) - Підоплічко Микола Макарович (в евакуації) - Поляков Ілля Михайлович (у філії до 1933) | - Рижков Віталій Леонідович - Ролл Яків Володимирович (в евакуації) - Рубенчик Лев Йосипович (у філії та в евакуації) - Савчук Микола Панасович (у 1948—1949) - Свиренко Дмитро Онисифорович (в евакуації) - Тульчинська Віра Петрівна - Францевич Леонід Іванович - Щербак Микола Миколайович |

Інші
| - Абелєнцев Василь Ісакович - Аблямітова Зоре Аблякимівна (в евакуації) - Агарков Георгій Борисович - Айзенман Берта Юхимівна (в евакуації) - Аргіропуло Анатолій Іванович - Арнольд Георгій Федорович (у філії до 1933) - Артоболевський Володимир Михайлович - Артоболевський Георгій Володимирович (у 1919—1920) - Балінський Борис Іванович - Бачинський Георгій Олексійович - Белінг Дмитро Євстахійович - Бібікова (Зубарєва) Валентина Іванівна - Білан (Тимченко) Наталія Григорівна - Білановський Іван Дмитрович - Боднарчук Леонід Іванович - Бровдій Василь Михайлович - Брунст Віктор Вікторович - Виноградов Костянтин Олександрович (в евакуації) - Воїнственський Михайло Анатолійович - Воскобойников Михайло Михайлович - Гапонов Юхим Антонович (у філії до 1933) - Гроссгейм Микола Альфонсович (у 1919—1920) - Головушкін Михайло Ігорович - Голов'янко Зіновій Степанович - Давидов Отто Миколайович - Данилова Єлизавета Іванівна - Двойнос Григорій Митрофанович - Дірш Віталій Михайлович - Ємчук Єлизавета Миронівна - Єрмоленко Валерій Михайлович - Жежерін Всеволод Петрович - Загайкевич Іван Корнилович - Загоровський Микола Олександрович (у філії до 1933) - Зерова Марина Дмитрівна - Золотухіна Світлана Іванівна - Зражевський Андрій Іларіонович - Іванов Михайло Федорович - Ісков Михайло Петрович - Іскова Надія Іванівна - Караваєв Володимир Опанасович - Керкіс Юлій Якович (в Зоомузеї в 1925) - Кістяківський Олександр Богданович - Кирпиченко Михайло Якович - Клодницький Іван Іванович - Ключко Зоя Федорівна - Ковтун Михайло Фотійович - Кононова Світлана Василівна - Корнюшин Олексій Вадимович - Короткевич Олена Леонідівна - Костюк Юрій Олексійович - Котенко Тетяна Іванівна - Крашенінніков Сергій Михайлович - Крижанівський Валентин Іванович - Кришталь Олександр Пилипович - Круліковський Леонід Костянтинович (у 1919—1920) - Кулаківська Ольга Петрівна - Лебедєв Олександр Георгійович - Левченко Іван Олексійович - Логвиненко Валентина Миколаївна - Лоскот Володимир Михайлович - Лукін Єфим Іудович (у філії до 1933) - Любищев Олександр Олександрович - Мажуга Петро Маркович - Малюк Віктор Іванович - Мамонтова Віра Олексіївна | - Манзій Сава Филимонович - Маніло Леонід Георгійович - Медвєдєва Наталія Борисівна - Межжерін Віталій Олексійович - Мигулін Олексій Олексійович - Михайловська Елеонора Володимирівна - Михалевич Орест Аркадійович - Мовчан Юрій Васильович - Модін Георгій Вікторович - Морін Сергій Михайлович (у філії до 1933) - Некрутенко Юрій Павлович - Новиков Борис Григорович - Оглоблін Олександр Олексійович (при Комітеті в 1919) - Осичнюк Ганна Захарівна - Павлов Петро Йосипович - Паночіні Сергій Сергійович (при Зоомузеї в 1920-х) - Парамонов Сергій Якович - Пекло Олександр Михайлович - Погребняк Святослав Григорович - Поліщук Віталій Володимирович - Поліщук Ігор Костянтинович - Попов Борис Михайлович - Портенко Леонід Олександрович (при Комітеті в 1919) - Правдич-Немінський Володимир Володимирович (в БІ у 1920-х) - Прендель Олександр Ромулович (у філії до 1933) - Путь Андрій Леонтійович - Пучков Василь Георгійович - Пучков Олександр Васильович - Пшеничний Павло Дмитрович - Решетник Євдокія Григорівна - Родіонова Наталія Василівна - Руднєв Дмитро Федорович - Савченко Євген Миколайович - Самош Василь Михайлович - Семенкевич Юліан Миколайович (у 1919—1920) - Семенов Юрій Олексійович - Сергієнко Галина Дмитрівна - Сєдишева (Овандер) Елеонора Миколаївна - Синицький Микола Миколайович - Сітько Пантелеймон Онопрійович - Сковорода-Зачиняєв Олександр Іванович (в БІ ВУАН до 1927) - Скорик Олександра Федорівна - Смогоржевська Лідія Олексіївна - Совинський Вадим Васильович - Сокур Іван Тарасович - Станчинський Володимир Володимирович (у філії до 1933) - Стовбчатий Володимир Миколайович - Таращук Володимир Іванович - Таращук Сергій Володимирович - Тарнавський Микола Дмитрович - Татарко Костянтин Іларіонович - Теленга Микола Абрамович - Терезникова Євгенія Михайлівна - Трач Василь Никифорович - Федоренко Анатолій Павлович - Цвелих Олександр Миколайович - Шарлемань Микола Васильович - Шарпило Віктор Петрович - Шелюжко Лев Андрійович - Шпет Георгій Йосипович - Щербак Галина Йосипівна - Щербина Матвій Лаврентійович (в Зоомузеї до 1927) - Щербуха Анатолій Якович - Яцько Іван Якович (у філії до 1933) |